# Colegio Hogwarts de Magia y Hechicería
El Colegio Hogwarts de Magia y Hechicería es una escuela ficticia a la cual asisten jóvenes magos para desarrollar sus habilidades mágicas. Pertenece al universo de la saga de libros de Harry Potter (Wizarding World) la franquicia del mundo mágico de J.K.Rowling.
El edificio, situado en las colinas de Escocia, es visto como un antiguo edificio en ruinas con un cartel que dice "cuidado, ruinas peligrosas", por las personas ajenas a poderes mágicos (más comúnmente conocidos como muggles). Tiene siete plantas, varias torres, escaleras que cambian de posición a su antojo y extensos terrenos que contienen un lago, un bosque, llamado El Bosque Prohibido, y varios invernaderos con fines botánicos. Además de sus numerosas aulas en las que se imparten las clases de pociones, transformaciones, Defensa contra las Artes Oscuras, Historia de la magia y demás asignaturas por asistentes calificados, el castillo posee lugares con fines diferentes. Ejemplos son el Gran Comedor (donde se celebran enormes banquetes en días especiales y que posee un techo mágico el cual parece ser el cielo y presenta el tiempo atmosférico del momento), las salas comunes, una gran biblioteca, la misteriosa Sala de los Menesteres o la legendaria Cámara Secreta, donde el famoso mago Harry Potter derrotó al mago tenebroso lord Voldemort por segunda vez y mató un basilisco usando la espada de Gryffindor, estando apenas en segundo año. Muchos pasajes ocultos, escaleras y retratos de pinturas en movimiento con vida propia, hacen que el recorrido por el castillo sea preocupante para los estudiantes más confusos, y emocionante para los más curiosos.
Durante más de mil años, los alumnos fueron distribuidos a su llegada, en las diferentes casas, mediante el veredicto del Sombrero Seleccionador, con los apellidos de los cuatro fundadores de la escuela: Gryffindor, donde van los valientes de corazón; Hufflepuff, donde asisten los estudiantes trabajadores, honestos, amantes de los animales y la naturaleza; Ravenclaw, a donde pertenecen los inteligentes y sabios; y Slytherin, donde son audaces y ambiciosos. Durante la escolaridad de Harry, Albus Dumbledore es el director y los principales jefes de casa son los profesores McGonagall, Sprout, Flitwick y Snape (luego sustituido por Slughorn).
La educación de un estudiante se lleva a cabo en siete años, comenzando sus estudios, como mínimo, a los once y abandonando la escuela, como mínimo, a los diecisiete años. La acción de la saga de Harry Potter tiene lugar principalmente dentro de la institución, cada novela equivale a un año escolar.
Según la novela y las películas, el colegio no se encuentra bajo el poder del Ministerio de Magia (motivo de polémica en el quinto libro), organismo gubernamental que regula todos los aspectos de la vida en la comunidad mágica del territorio. Sin embargo, Hogwarts no es el único colegio de ese tipo, hay otros exponentes como la Academia de Magia Beauxbatons en Francia y el Instituto Durmstrang de Magia en el norte de Europa.
El colegio aparece en todas las novelas de la serie, siendo el escenario principal de las mismas. En la última novela, Harry Potter y las reliquias de la Muerte, los tres protagonistas se mantienen alejados de Hogwarts durante la mayor parte del libro, regresando para la pelea que culmina la Segunda Guerra.

## Historia

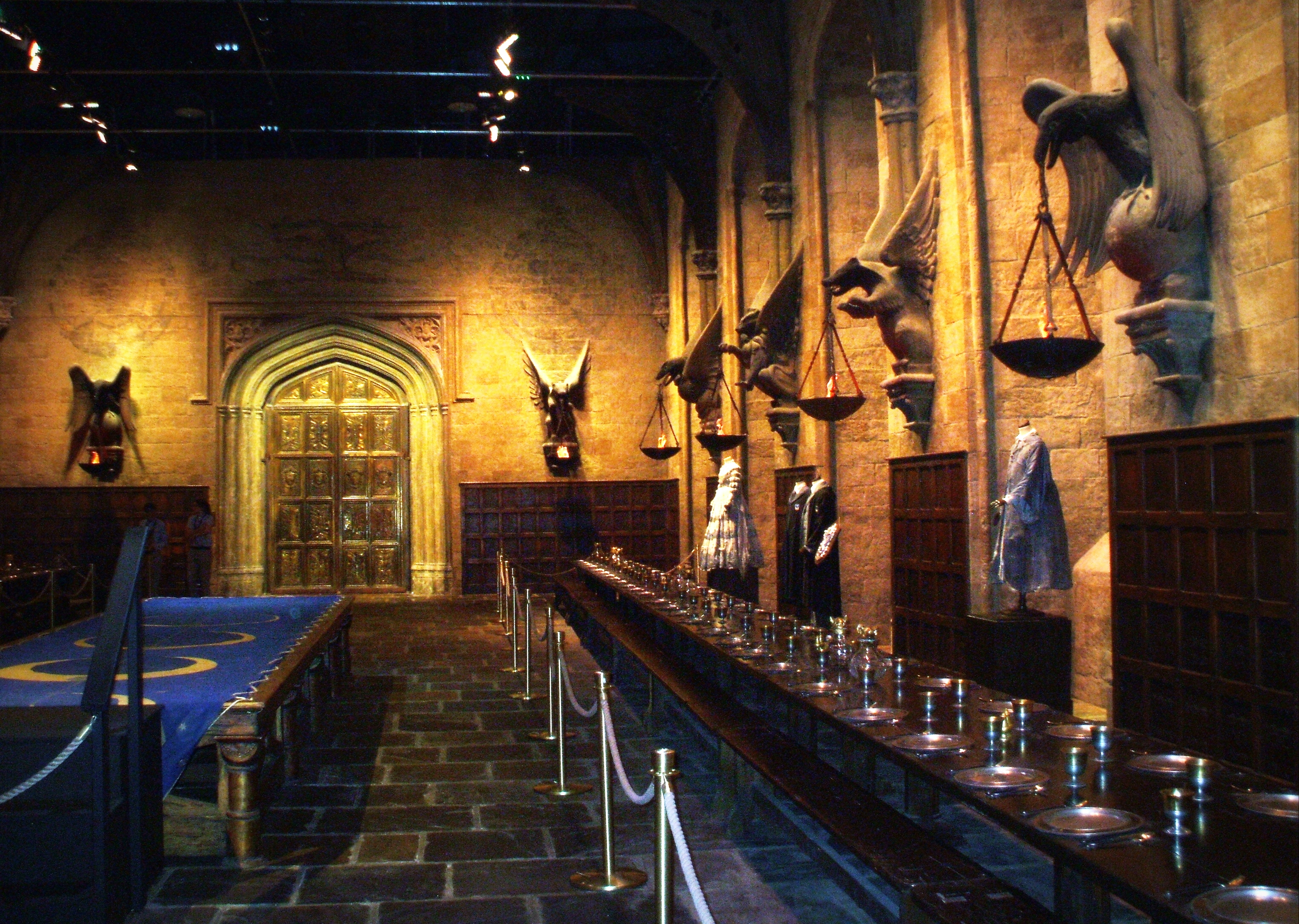
Set de filmación del Gran Comedor

### Historia interna
Hace más de mil años los magos sufrían la incomprensión y el miedo por parte de los muggles. Cuatro hechiceros con un talento excepcional decidieron fundar una escuela de magia, hacia aproximadamente el año 992, para ofrecer un refugio a los brujos perseguidos y transmitir sus conocimientos. Por lo tanto, Godric Gryffindor, Helga Hufflepuff, Rowena Ravenclaw y Salazar Slytherin crearon la escuela en un castillo y luego fueron en busca de las personas con las habilidades necesarias para enseñar magia a los futuros estudiantes. El lema del colegio es: Draco dormiens Nunquam Titillandus («Nunca hagas cosquillas a un dragón dormido»).
En la historia, el nombre Hogwarts viene de la inspiración de Rowena Ravenclaw, una de las fundadoras de la escuela, después de un sueño que tuvo donde
un cerdo verrugoso la condujo al acantilado donde se edificaría el castillo, pero fue Helga Hufflepuff quien reuniría gente para construir toda la edificación. En realidad, su nombre en inglés Hogwarts es el nombre de una variedad de lirio especialmente apreciada por J. K. Rowling, la autora de las novelas, aunque este nombre le vino de forma instintiva. En inglés, hog significa "cerdo" y warts significa "verruga".
Las opiniones principales de los cuatro fundadores sobre la elección de los alumnos y de las asignaturas a enseñar comenzaron a diferir muy rápidamente, principalmente entre Godric Gryffindor y Salazar Slytherin, apareciendo las primeras tensiones. El colegio se dividió entonces en cuatro casas separadas. Con el fin de elegir de la forma más justa posible en qué casa sería enviado cada alumno, Godric Gryffindor decidió hechizar su sombrero rebautizado como «sombrero seleccionador», y cada uno de los fundadores donaron una parte de su mente y su personalidad para ayudar al sombrero a repartir a los alumnos al principio de su primer año durante la ceremonia de selección.
Sin embargo, las tensiones se intensificaron. Salazar Slytherin se negó rotundamente a admitir a hijos de muggles en la escuela, por juzgarlos indignos para estudiar magia. Gryffindor se opuso firmemente a esta decisión y Salazar Slytherin abandonó la escuela después de construir la Cámara de los Secretos, ubicada en lo más profundo de la escuela. Su heredero, que en el futuro será el único que pueda entrar en ella al hablar pársel, liberará el basilisco que contiene con el fin de librar a la escuela de los «sangre-sucia» en lugar de hacerlo Slytherin.

## La escuela y su localización

### Accesibilidad

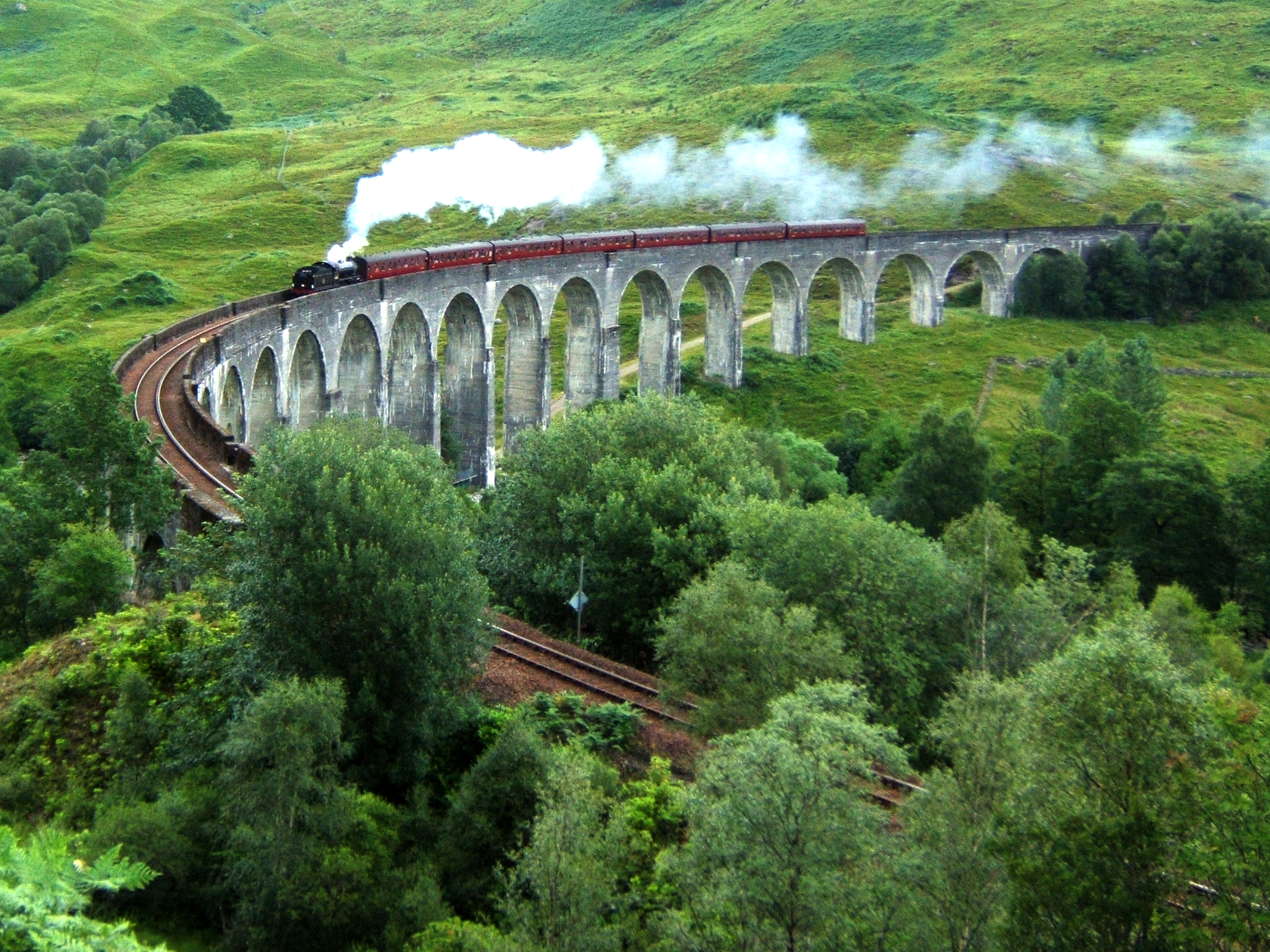
El Expreso de Hogwarts atravesando el viaducto de Glenfinnan (Escocia).

Hogwarts se encuentra en las Tierras Altas de Escocia. La escuela está protegida por numerosos encantamientos y hechizos que hacen imposible de encontrar para los muggles. En su lugar, los muggles solo ven unas ruinas y señales de peligro.
La existencia del Expreso de Hogwarts permite que todos los estudiantes registrados puedan abordarlo en la estación de King's Cross en Londres para poder llegar a la estación del pueblo de Hogsmeade, al lado mismo de la escuela. Es el único medio de acceso autorizado para todos los alumnos. Los magos no pueden «aparecerse» (es decir, teletransportarse) a los terrenos de Hogwarts, a fin de que la escuela sea menos vulnerable. Sin embargo, puede suceder que el director levante el encantamiento por un tiempo limitado o solo en ciertas áreas del castillo, para permitir que los alumnos puedan practicar apariciones.

### Arquitectura general
No lo he dibujado [un plano de Hogwarts], ya que sería difícil incluso para el arquitecto más hábil, por el hecho de que las escaleras y las habitaciones se mantienen en movimiento. Sin embargo, tengo una imagen mental muy clara de qué aspecto tiene.
J. K. Rowling

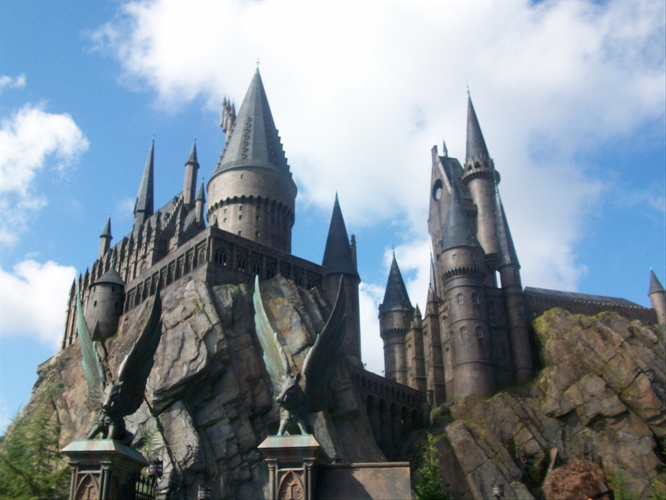
El castillo de Hogwarts, tal como aparece en el parque temático Islands of Adventure de Universal en Orlando.

J. K. Rowling, la autora de las novelas, visualiza Hogwarts como un gran castillo en lo alto de una montaña, imponente, de aspecto amenazante, con torres, almenas y pasillos por todas partes. Como la Madriguera, el hogar de los Weasley, no es un edificio que los muggles puedan construir, ya que está repleto de magia. Algunas escaleras en el interior del castillo se mueven de un nivel a otro, como la gran escalinata, y el acceso a determinadas habitaciones es a través de retratos animados.

En Hogwarts había 142 escaleras, algunas amplias y despejadas, otras estrechas y destartaladas [...] Después, había puertas que no se abrían, a menos que uno lo pidiera con amabilidad [...] También era muy difícil recordar dónde estaba todo, ya que parecía que las cosas cambiaban de lugar continuamente. Las personas de los retratos seguían visitándose unos a otros,
Harry Potter y la piedra filosofal

## Lugares en Hogwarts

### Salas principales de la escuela
El hall de entrada

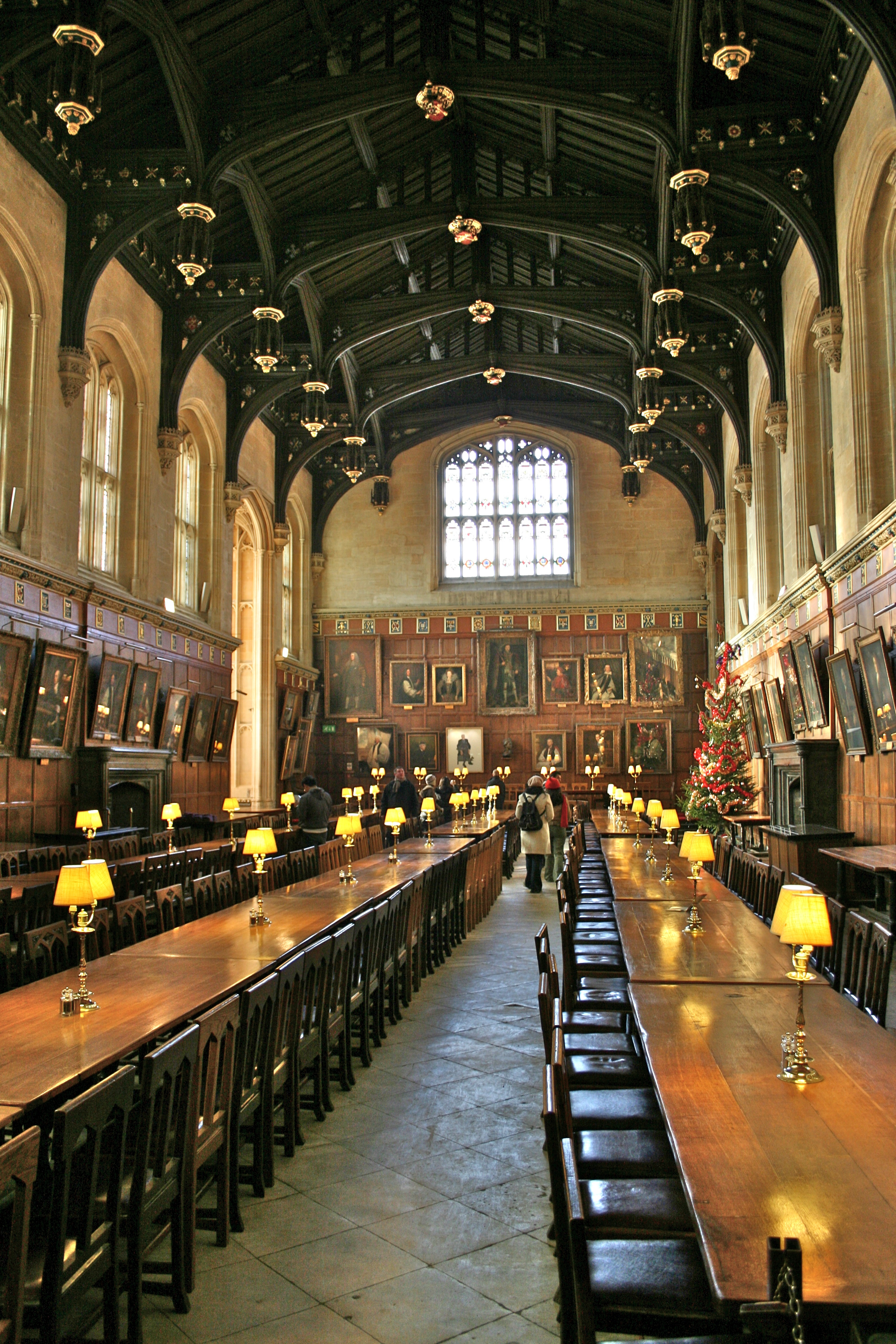
Christ Church de Oxford, incluyendo una réplica perfecta reproducida en el estudio para las películas de Harry Potter.

Como su nombre lo indica, esta es la primera sala donde se introduce. El vestíbulo es enorme (se podría construir una casa entera) y su techo es invisible ya que es muy alto. Las antorchas se unen a las paredes y el piso es de losas de piedra. Los nichos están talladas en las paredes y contienen grandes relojes de arena llenos de joyas que cuentan los puntos obtenidos por las diferentes casas por cada buena acción.
El Gran Comedor
Esta inmensa sala sirve el almuerzo de las habitaciones, los exámenes, la recepción para las ceremonias y un lugar de refugio en caso de alertas. Su techo, muy alto, reproduce el estado de ánimo del cielo real (copos de nieve cayendo sin tocar a los estudiantes, lluvia, cielo azul, nubes...). Las cuatro grandes mesas (una para cada casa de la escuela) están alineadas junto a la otra, frente a la mesa principal y el director. Este es un lugar acogedor donde todos los estudiantes y los profesores pueden atender, sobre todo en cada comida. Todos los festivales se llevan a cabo en esta sala (Navidad, año nuevo banquete, ceremonia de distribución del primer año, Halloween, baile, etc.). En cada ceremonia, el Gran Salón cuenta con un diseño diferente.
Salas comunes

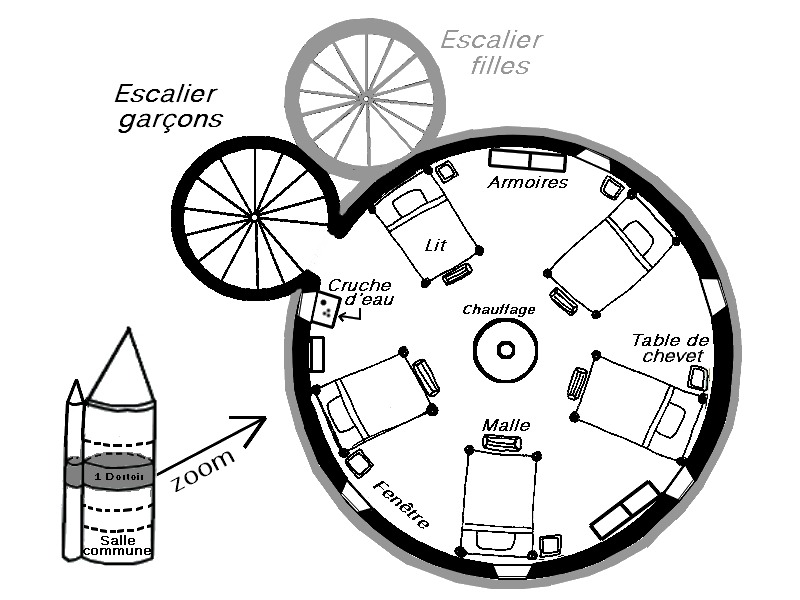
Posible desarrollo de un dormitorio de la torre de Gryffindor.

La sala común de Gryffindor es una sala íntima con colores cálidos (rojo y oro). Está lleno de alfombras recubriendo el suelo, sillas y sofás suaves alrededor de la chimenea. Las ventanas se encuentran en lo alto y la habitación está siempre bien iluminada. Un encantamiento impide que los chicos entren en el dormitorio de las chicas, aunque no hay hechizo para evitar producir lo inverso. El dormitorio de Harry Potter y Ron Weasley (compartido con Seamus Finnigan, Dean Thomas y Neville Longbottom) es una sala circular donde cada estudiante duerme en una cama de cuatro patas con colchas y cortinas de terciopelo rojo con el fin de tener un poco de privacidad, y se duerme sobre almohadas gruesas. Hay una mesa de noche para cada cama, y cada dormitorio tiene una jarra de agua y copas en una bandeja. En invierno, por la noche, se colocan las botellas de agua en su cama, pocas horas antes de irse a la cama.
La sala común de Hufflepuff se accede mediante una pintura (que representa una naturaleza muerta), cerca de la cocina. Tiene una luz confortable y acogedora. Hay un montón de cortinas amarillas en las paredes y grandes sillones. Los túneles subterráneos pequeños conducen a los dormitorios para niñas y niños. Todas las puertas son circulares, como tapas de barriles. Esta arquitectura es una reminiscencia de las acogedoras casas con puertas redondas de los hobbits de la Comarca en el mundo de El señor de los anillos de Tolkien.
La sala común de la casa de Ravenclaw se encuentra en el ala oeste del castillo. Para participar, los estudiantes deben responder correctamente a la pregunta planteada por una aldaba en forma de un águila. Se trata de un gran espacio ventilado, con ventanas de arco circulares, sedas azules y bronce en las paredes. Las ventanas dan a las montañas circundantes. El techo está cubierto de cúpula pintada de estrellas que se reflejan en el suelo. Hay un montón de mesas, sillas y una biblioteca para que los estudiantes de Ravenclaw tengan siempre libros disponibles. La estatua de mármol blanco de Rowena Ravenclaw se coloca en un nicho frente a la entrada a la sala común, y junto a la puerta del dormitorio.
Los estudiantes de Slytherin se encuentran en el sótano del castillo. Su sala común se accede a través de las mazmorras. Para participar, se debe proporcionar una contraseña y se abre una puerta oculta en una pared desnuda y húmeda. Se trata de una larga habitación subterránea de paredes y el techo de piedra. Las lámparas redondas cuelgan del techo e iluminan la habitación con un tono verdoso. También hay una chimenea esculpida y cómodos sofás y sillones. La luz siempre está verde, ya que se encuentra justo debajo del lago de Hogwarts. Harry y Ron tienen la oportunidad de ir allí de manera ilegal en su segundo año, con la apariencia de Vincent Crabbe y Gregory Goyle, con el fin de extraer información de Draco Malfoy en la Cámara de los Secretos y el Heredero de Slytherin.

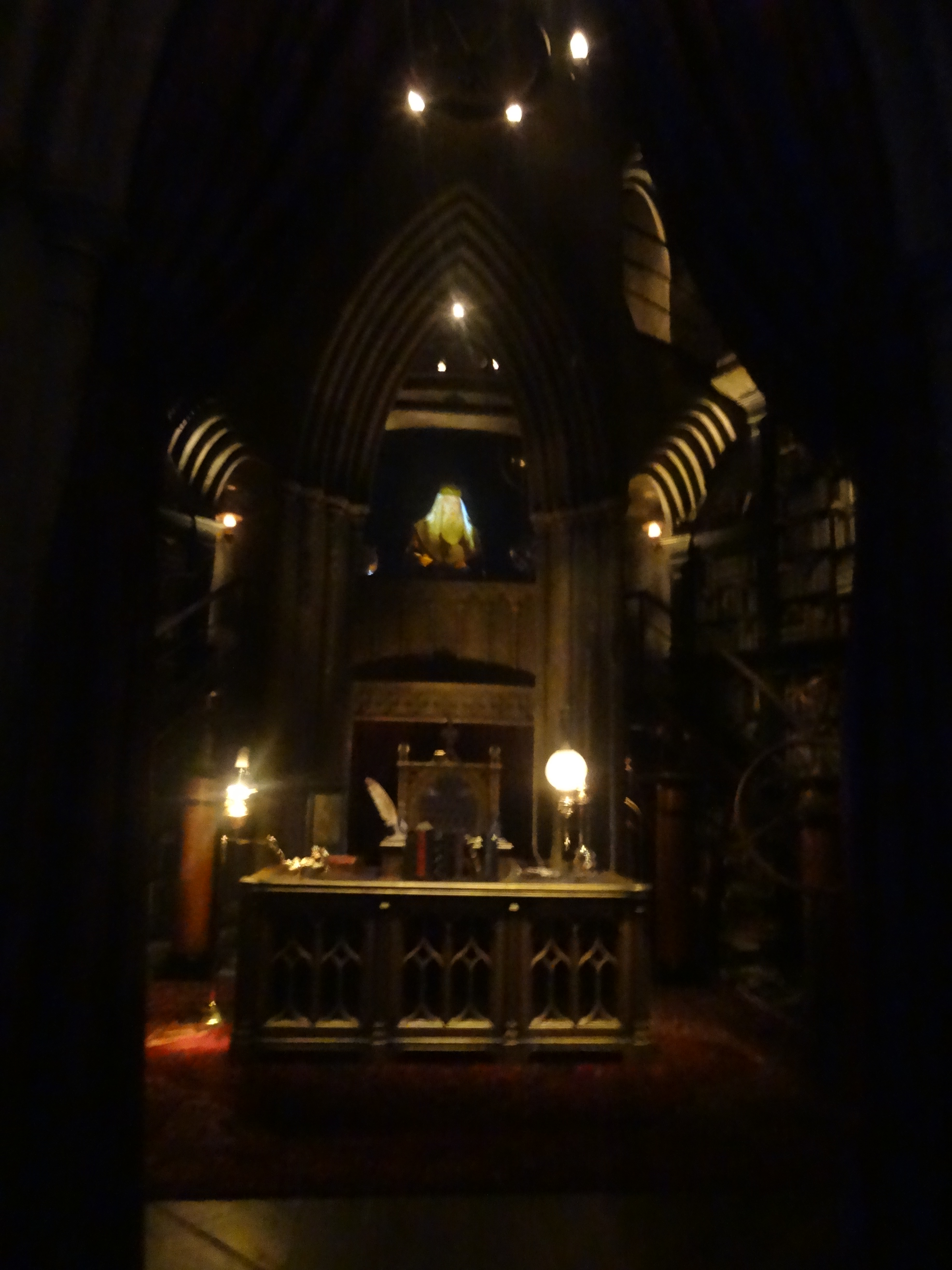
Despacho de Dumbledore, The Wizarding World of Harry Potter, Osaka.

El despacho del profesor Dumbledore
La habitación está custodiada por una gran estatua de piedra que se mueve cuando la persona pronuncia la contraseña correcta (generalemte un nombre de confitería para magos). Luego, la estatua libera una escalera en espiral que gira sobre sí misma de la tierra para que el visitante pueda ascender. Dicha escalera conduce a una sola puerta de roble con una aldaba en forma de grifo. La oficina de Dumbledore es una gran sala circular iluminada por ventanas altas. Las paredes están cubiertas con pinturas de los antiguos directores y directoras de Hogwarts, que duermen y roncan en su marco la mayor parte del tiempo. Fawkes, el fénix se instala en su percha a la izquierda la entrada. Las pocas mesas están cubiertas con instrumentos pequeños y frágiles. (Harry también rompe algunos en quinto año). Detrás de la oficina del director, se visualiza una vitrina en la que se coloca la espada de Gryffindor y el pensadero. El Sombrero seleccionador se coloca, a su vez, en un estante justo fuera. Muchas veces, Harry es llamado a la oficina de Dumbledore, sobre todo en su sexto año, cuando el director muestra sus recuerdos acerca de Voldemort, y cuando le pide a Harry que obtenga información sobre Horace Slughorn.
La biblioteca

"El que quiera tener la imprudencia de rasgar, triturar, doblar, retorcer, dañar, desfigurar, profanar, manchar, tirar, dejar caer o dañar el libro en modo alguno, a maltratar o mostrarle ninguna falta de respeto, va a sufrir las consecuencias de que voy a tratar de hacerlo lo más dolorosa posible".(Irma Pince, escrito dentro del libro Quidditch a través de los tiempos)

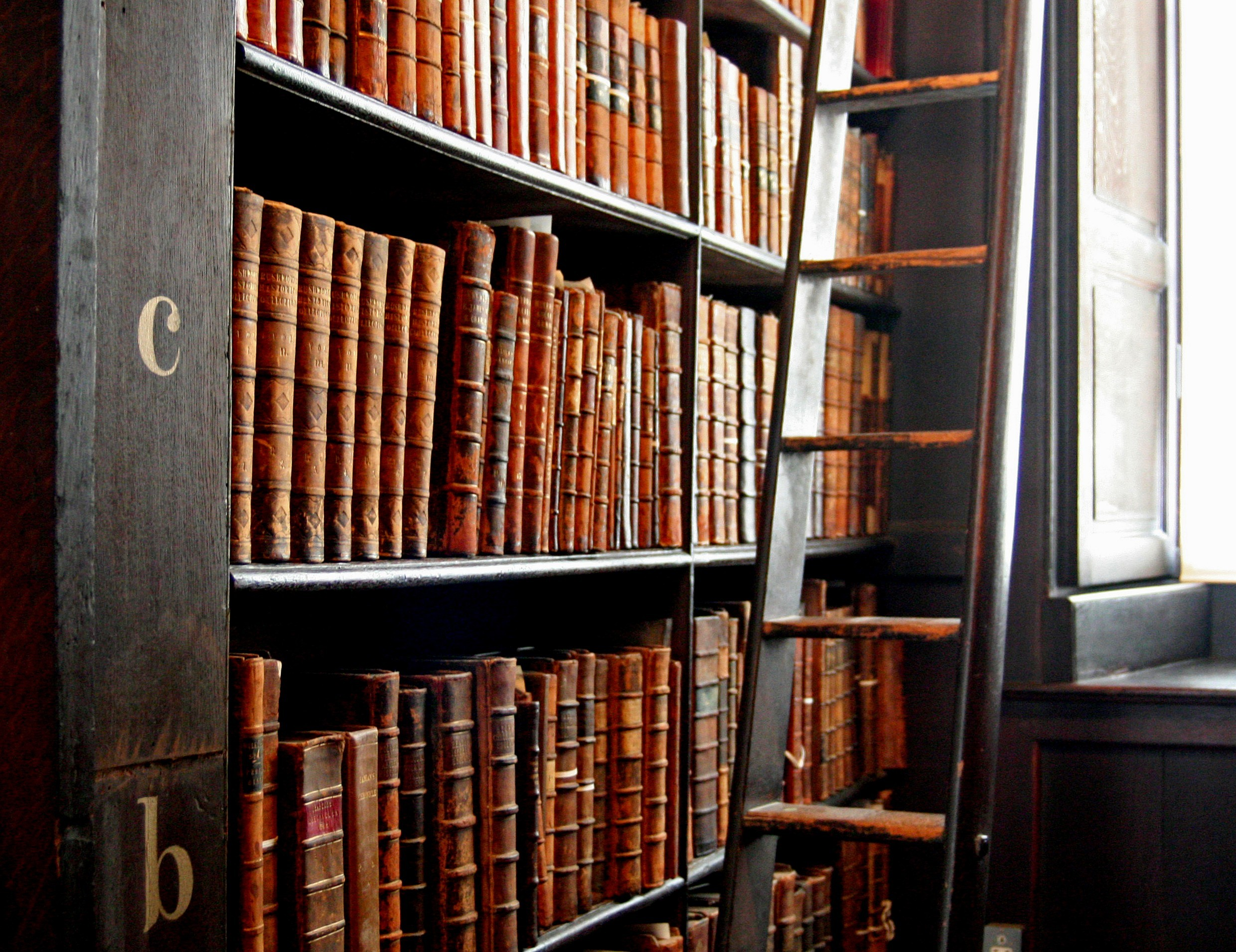
Antiguos libros de la biblioteca del Trinity College de Dublín.

La biblioteca es muy grande, con muchos estantes de madera llenos de miles de libros antiguos y grimorios de brujería. La sección prohibida de la biblioteca está separada de la otra por una sección de cuerdas y contiene libros de magia negra, solo los estudiantes de sexto y séptimo año pueden visitar sin permiso de un profesor. Sin embargo, en el cuarto año de Hermione Granger, Ron Weasley y Harry Potter con la autorización de la profesora McGonagall estudian algunos libros de hechizos para ayudar a Harry en la segunda ronda del cáliz de fuego. Harry, Ron y Hermione también tuvieron la oportunidad de pedir prestado las pociones manuales grandes potencias con el permiso del profesor Lockhart. en el segundo año. Esto es todo en este libro que los tres amigos encuentran la receta para multijugos que les permite obtener respuestas sobre la Cámara Secreta. Hermione frecuentemente realiza investigaciones.
Hay numerosas sillas y mesas de madera y mesas con lámparas de escasa luz. Es un lugar muy tranquilo donde los estudiantes pueden aislarse a estudiar. Madame Pince, la bibliotecaria, prohíbe cualquier chisme o aperitivo en la habitación.
- Ver Quidditch a través de los tiempos y Animales fantásticos y dónde encontrarlos (libros guías) escritos por J. K. Rowling, inspirados de los libros homónimos del mundo de los libros de Harry Potter.

Las principales obras de la biblioteca (Consultar la lista completa de los libros por temas sobre la Enciclopedia Harry Potter).
Libros de texto
(Ver la lista completa de los libros por temas enciclopedia de Harry Potter). Los libros de texto
- Mil hierbas mágicas y hongos de Phyllida Spore
- Disipar las nieblas del futuro de Cassandra Vablatsky
- Las fuerzas oscuras. Una guía para la autoprotección de Quentin Trimble
- Una historia de la magia de Bathilda Bagshot
- Manual de metamorfosis para uso de los principiantes de Emeric G. Changed (varios volúmenes)
- Manual avanzado de preparación de pociones de Libatius Borraja
- Libros de Gilderoy Lockhart: Yo, el mago, Guía de criaturas nocivas y Senderismo con los trolls
- Pociones mágicas de Arsenio Beaulitron
- Teoría mágica de Adalbert Lasornette
- El libro de los hechizos y encantamientos de Miranda Goshawk (varios volúmenes)
- El monstruoso libro de los monstruos
- Teoría de las estrategias de defensa mágica de Wilbert Eskivdur

Libros consultados por Harry, Ron y Hermione
- Animales fantásticos y dónde encontrarlos de Newt Scamander
- Las diferentes especies de dragones de Inglaterra e Irlanda
- ¿Ave o monstruo? Un estudio sobre la brutalidad del hipogrifo
- Presagios de muerte: qué hacer cuando se sabe que lo peor está cerca
- Guía de la brujería medieval
- Evaluación de la educación mágica en Europa
- Grandes eventos mágicos del siglo XX
- Historia de Hogwarts
- Enfermedades y dolencias mágicas frecuentes
- Moste Potente Potions
- La Biblia de los golpeadores de Brutus Scrimgeour
- Volando con los Cannons
- Equipos de quidditch de Gran Bretaña e Irlanda
- Manual de mantenimiento de la escoba voladora
- El noble deporte de magos de Quintius Umfraville
- Quidditch a través de los tiempos de Kennilworthy Whisp
- Diccionario de runas
- Silabario de Spellman
- Hechizos y contra-hechizos (hechizar a tus amigos y sorprender a tus enemigos con hechizos de Cráneo calvo, Jambenconton, Lengua de plomo y muchos otros) por el Profesor Vindictus Viridian

Sala de Defensa contra las Artes Oscuras
La decoración de este salón de clases cambia cada año, debido a que el curso es impartido por un profesor diferente. Los visitantes encuentran especímenes particularmente extraños del año escolar cuando enseña Remus Lupin. El campo de Quidditch se ve desde la ventana de la mesa del profesor. Esta es una oficina que Harry sabe ya que fue frecuentemente invitado amablemente por el profesor Lupin en su tercer año, conservándose durante el dolor infligido por la profesora Umbridge, en quinto año.
Sala de adivinación
El aula de la profesora Trelawney se encuentra en la parte superior de la torre norte del castillo. Esta es una habitación bastante mal ventilada decorada como una especie de desván que los estudiantes tienen acceso mediante una pequeña puerta. Las mesas redondas están dispuestas como en un salón de té, rodeada de sillas y otomanas confortables. Como las cortinas siempre están cerradas la tenue luz solo llega a las lámparas individuales en cada mesa. Los estantes contra las paredes circulares están llenos de bolas de cristal y tazas de té.
Las mazmorras
Aquí es donde está Severus Snape, el profesor de pociones, imparte su asignatura durante los primeros cinco años de estudio de Harry Potter. Allí, también se encuentra su oficina. El acceso a los calabozos es el hall de entrada, tomando la dirección opuesta a la del Gran Comedor, y por unas escaleras oscuras. En la oficina de Snape, las paredes están cubiertas con estantes sobre los cuales reposan tarros de cristal que contienen sustancias coloreadas y repulsivas. Al fondo de escritorio hay un armario cerrado con llave que incluye a la branquialgas (útiles para Harry en su cuarto año para sumergirse en las profundidades del lago durante el Torneo de los Tres Magos), el cuerno del bicorneo y de la piel de serpiente arbórea africana (incluyendo a Hermione que en segundo año la utiliza para preparar la poción multijugos).
Las cocinas
Están ubicadas en el sótano. Para entrar, se debe hacerle cosquillas a la pera pintada en un cuadro que representa un gran cuenco de plata lleno de fruta. Las cocinas se encuentran justo debajo de la Gran Sala y son exactamente del mismo tamaño que la segunda, con cuatro grandes mesas dispuestas de la misma manera, para que los elfos domésticos, chefs calificados, preparen los platos y los presenten en las mesas cocina, antes de enviarlos a las mesas en el Gran Salón, pasando a través del techo. Las paredes están cubiertas de utensilios de cobre. También hay una chimenea de ladrillo. La cocina es proporcionada por los elfos domésticos de Hogwarts. Los elfos ofrecen una amplia variedad de alimentos y bebidas para todas las comidas. La comida es en gran parte típicamente británica (carne asada, pollo, chuletas de cerdo y cordero, salchichas, tocino, carnes, gratinados, papas salteadas, papas fritas, vegetales mixtos, salsas ketchup…), aunque la escuela en ocasiones hace excepciones (durante el Torneo de los Tres Magos, de los platos extranjeros, como bullabesa, se sirvieron en honor de las escuelas recibidas). Las bebidas más frecuentes servidas (excepto agua) son jugo de naranja y jugo de calabaza. Los elfos domésticos también ofrecen alimentos con placer raros los estudiantes que vienen de las cocinas.
La enfermería
Es una sala amplia bien iluminada y fresca por el color blanco de sus paredes de piedra. Los estudiantes enfermos o heridos se quedan aquí unos días, bajo el cuidado de las camas cómodas y la señora Pomfrey, separadas unas de otras por mamparas. La enfermería se encuentra en la parte posterior de la sala, por lo que siempre se puede vigilar a los estudiantes que se le encomiendan.
La lechucería
La lechucería se encuentra en la parte superior de la torre oeste en el quinto piso. Las numerosas ventanas sin azulejos (para los que los búhos puedan entrar y salir con el correo) están dispuestas alrededor de la gran sala circular con paredes de piedra, que se eleva a la parte superior de la torre. El suelo está cubierto de paja, estiércol de búhos y roedores muertos.
La sala de trofeos
Esta es la sala donde se almacenan todos los premios para los estudiantes. Hay varias medallas, incluyendo especialmente las que ganó Tom Marvolo Riddle durante sus escolaridad en Hogwarts. La sala está llena de vitrinas de cristal que contienen muchas insignias, placas, cuencos y estatuillas de oro, plata o bronce.
Cámara Secreta
La leyenda de la Cámara Secreta o Cámara de los Secretos, mencionada por el profesor Binns en el segundo año (Minerva McGonagall en la película), explica que Salazar Slytherin sentaría en el castillo un cuarto secreto que contendría un monstruo que supuestamente liberaría a su heredero para librar la escuela los niños de familias muggles, para completar la «tarea» de Salazar Slytherin.
Harry descubre que el heredero de Slytherin no es otro que Voldemort (en ese entonces conocido bajo su nombre real: Tom Riddle), que aterrorizó a la escuela cincuenta años antes de la apertura de la Cámara de los Secretos y liberó a la serpiente gigante que mató a una estudiante: Myrtle la Llorona. La escuela estaba a punto de cerrar, pero Riddle, quien tuvo una gran influencia debido a su inteligencia y su disciplina ejemplar, acusó a Rubeus Hagrid de abrir la Cámara, pero luego se retractó.
La Cámara de los Secretos se abre de nuevo en Harry Potter y la cámara secreta: es a través del diario de Tom Riddle y en su uso de Ginny Weasley, que Voldemort trata de terminar su tarea al liberar de nuevo al basilisco. Harry descubre la entrada a la habitación en el baño de Myrtle la Llorona, e ingresa a ella usando el pársel para accionar el mecanismo de apertura y se enfrenta con la memoria de Tom Riddle y su monstruo. Consigue matar al basilisco con la ayuda de Fawkes y la espada de Gryffindor, con la que destruye el horrocrux, que era el diario de Riddle, y salvar a Ginny.
Se trata de una larga sala subterránea débilmente iluminada que se accede deslizando la plomería del baño de Myrtle la Llorona. Su alto techo está sostenido por columnas de piedra en la que se encuentran las serpientes enrolladas talladas en una atmósfera verde y angustiante. Las serpientes talladas tienen ojos hundidos, dando la extraña impresión al visitante de que ellas lo siguen con sus movimientos. Al fondo de la sala, en la pared, hay una enorme estatua de Salazar Slytherin. Se encuentra a los pies de la estatua en la que Harry encontró a Ginny tendida en el suelo.
Ron Weasley y Hermione Granger consignan en Harry Potter y las reliquias de la Muerte con el fin de conseguir algún diente de basilisco y destruir uno de los horrocruxes, sabiendo que Harry ya había destruido el diario de Riddle salvando a Ginny, cinco años antes, con un diente del monstruo.
Sala de los Menesteres

"A veces está, a veces no, pero cuando aparece, sigue conteniendo lo que queremos.(Dobby acerca de la Sala de los Menesteres)

La Sala de los Menesteres (Room of Requirement en inglés), también llamado el juego "Ve y justo" por los elfos domésticos de Hogwarts es una parte mágica del colegio en la que el usuario puede entrar solo si realmente necesita. Se encuentra ubicada en el séptimo piso y la entrada es invisible: para que aparezca, el usuario debe pasar tres veces antes de que la pared en blanco, pensando mucho en lo que quiere.
Varios residentes de la escuela voluntariamente o accidentalmente utilizan la habitación bajo petición. Este es el caso del profesor Dumbledore, quien dijo haber encontrado el inodoro, Fred y George Weasley fueron capaces de esconderse cuando eran del tamaño de un armario de escobas, Dobby, que es solía dormir a Winky cuando este estaba borracho, o de Voldemort, que escondió allí la diadema perdida de Ravenclaw, transformada en horrocrux.
En el quinto año es el gimnasio del Ejército de Dumbledore, integrado por estudiantes de Gryffindor, Ravenclaw y Hufflepuff. Esto lleva a los estudiantes al conocimiento de Umbridge les prohíbe el uso de la magia.
En el sexto libro, Draco Malfoy utiliza la habitación para ocultar y reparar el armario evanescente con el fin de penetrar a los mortífagos dentro de la escuela. Ese mismo año, Harry esconde el libro del Príncipe Mestizo.
En el séptimo libro, la Sala de los Menesteres se convirtió en el cuartel general de la resistencia contra los Carrow, y todos aquellos que están seriamente amenazados se esconden allí. La parte que se conecta al pub Cabeza de Puerco a cargo de Aberforth Dumbledore, es la única manera de ir sin supervisión en Hogwarts.
Características:
- La Sala de los Menesteres es incapaz de conjurar comida, nada ni nadie puede, porque la comida es la primera gran excepción a la Ley de Gamp sobre metamorfosis elemental.[g 6] Sin embargo, si el usuario necesita comida, la habitación revela un pasadizo secreto a un lugar donde es posible conseguirla. Por ejemplo, en el séptimo año, la habitación abría un pasaje a la taberna en Cabeza de Puerco de la villa de Hogsmeade.[e 6]

- Si las solicitudes le demandan al usuario ocultar algo, entonces la habitación revela el contenido completo, presentado en desorden, en una habitación tan grande como una catedral.

- Esta tabla muestra las diferentes disposiciones de la sala de los Menesteres de acuerdo con los principales objetivos de los personajes:

| Usuarios                | Necesidad | Distribución de la sala en consecuencia |
| ----------------------- | --- | --- |
| Harry Potter            | Ocultar manual de pociones del Príncipe Mestizo en el sexto año.                                                            | Sala tan grande como una catedral que contiene todos los objetos ocultos por mil años. |
| Draco Malfoy            | Encontrar un lugar para reparar el armario evanescente en el sexto año con el fin de penetrar los mortífagos en la escuela. | Sala tan grande como una catedral que contiene todos los objetos ocultos por mil años. |
| Tom Riddle              | Ocultar la diadema de Rowena Ravenclaw (uno de sus horrocruxes).                                                            | Sala tan grande como una catedral que contiene todos los objetos ocultos por mil años. |
| Ejército de Dumbledore  | La práctica de Defensa contra las Artes Oscuras en el quinto año.                                                           | Gran habitación que contiene una biblioteca llena de libros especializados en la lucha contra las fuerzas del mal, de cojines para la estupefacción, de los objetos anti-mágicos negros, etc. |
| Ejército de Dumbledore  | Escapar de los Carrow en el séptimo año.                                                                                    | Amplia habitación llena de hamacas. La habitación no incluye una bañera y está adornada con los escudos de las casas de los estudiantes que viven en la habitación.                           |
| Estudiantes de Hogwarts | Evacuar los alumnos menores de edad durante la batalla final contra Voldemort.                                              | Pasaje secreto al pub Cabeza de Puerco en Hogsmeade. |
| Fred y George           | Necesidad de escapar de Argus Filch.                                                                                        | Armario de escobas. |
| Dumbledore              | Necesidad de ir al baño. | Habitación llena de urinarios de diversas formas. |
| Dobby                   | Cuidado de Winky. | Habitación con una cama del tamaño de un elfo, de cubiertos y de cuidados. |

El baño de Myrtle la Llorona
Estos son los baños más antiguos de las chicas, en el segundo piso. Ya no se utilizan debido a que Myrtle fue hallada muerta el año en que se fue abierta por primera vez la Cámara Secreta. Desde entonces, el fantasma nunca deja este lugar. Es una pieza triste con un lavabo astillado. Por encima, hay un gran espejo roto que nadie se ha molestado en arreglar y el suelo está siempre mojado o inundado. La entrada a la cámara secreta está detrás de la lavabo individual en el que está inscrustada una serpiente o un grifo. Es aquí donde el basilisco entra y sale de la cámara secreta en el segundo año sin que nadie lo vea.
El baño de los prefectos
Los prefectos comparten un baño que está reservado para ellos con el capitán del equipo de Quidditch de cada casa. Por lo tanto, Harry accedió oficialmente en sexto grado, a pesar de que ya lo haya utilizado hace dos años para encontrar una pista en el Torneo de los Tres Magos. Posteriormente, Myrtle le reveló cómo encontrar el índice de los huevos de oro, ganado por completar la primera tarea del torneo.
La contraseña para acceder a este cuarto de baño se encuentra en el cuarto año «pino fresco». La bañera es una gran piscina rectangular situado en el suelo. Está rodeado de un centenar de grifos vertiendo agua perfumada.

### Parque exterior
La escuela de Hogwarts tiene un gran parque con el césped inclinado, lechos de flores y vegetales, un lago, un gran bosque «prohibido», varios invernaderos y otras dependencias, y un campo de quidditch.
El primer día de clases, los estudiantes llegan en un coche en frente de una gran puerta de hierro forjado, flanqueada de estatuas de jabalíes alados. Este portal ha sido hechizado por Dumbledore para prevenir cualquier intento de intrusión. Fue antes de que este portal que Harry y Tonks en Harry Potter y el misterio del príncipe, esperan la llegada de Hagrid después del accidente que se produjo en el Expreso de Hogwarts.
En los terrenos de Hogwarts se encuentra notablemente el sauce boxeador, un árbol encantado que se plantó el año en el cual James Potter, Sirius Black, Remus Lupin y Peter Pettigrew llegaron a Hogwarts, y golpea con las ramas a cualquiera que se acerque demasiado cerca de él. Harry Potter y Ron Weasley aterrizaron accidentalmente en este árbol cuando llegaron en coche volando en el segundo año. El árbol contiene un pasadizo secreto debajo de la más grande raíz del árbol, lo que conduce a través de un túnel subterráneo a la Casa de los Gritos en el vecino pueblo de Hogsmeade. Este pasaje fue utilizado por los Merodeadores durante las transformaciones de Remus Lupin en hombre lobo alejándose de los otros estudiantes que podrían causarle lesiones.
El lago está habitado por muchas criaturas. En los primeros años, los estudiantes pueden ver a un calamar gigante que sobresale de la superficie del agua para calentar sus tentáculos. Este es un animal inofensivo, que también trajo a un estudiante de primer año (Denis Creevey) a la superficie cuando se cayó de su bote al otro lado del lago. Cuando Harry tuvo que sumergirse en el agua durante la segunda ronda del Torneo de los Tres Magos en el cuarto grado, descubrió que el lago está habitado también por sirenas, tritones y grindylows.
Cabaña de Hagrid
Harry, Ron y Hermione visitan regularmente a Rubeus Hagrid que vive en una pequeña casa de madera fuera del castillo en el borde del Bosque Prohibido. Algunas veces incluso van allí por la noche con la capa de invisibilidad de Harry. La cabaña se compone de una sala de estar, con una gran mesa y sillas, una cama, una cómoda y una chimenea. Una segunda puerta conduce a la parte trasera de la cabaña donde Hagrid construyó un pequeño jardín, donde cultiva calabazas gigantes. Durante el primer año, Hagrid intentará criar un dragón al que bautizó como Norberto. En su segundo año, Harry y Ron serán testigos, escondidos bajo la capa, de la detención Hagrid y del retorno temporal de Dumbledore. En el tercer año, se encontraron con los de la rata Scabbers que Ron creía muerta, y más tarde, aprovechando la ausencia de Hagrid, Harry y Hermione se refugiaron con el hipogrifo Buckbeak para escapar de Remus Lupin transformado en hombre lobo. Durante el sexto año, Harry se va con Hagrid al funeral de Aragog, una araña gigante, y usando la poción felix felicis le extrae al profesor Slughorn una información vital en la lucha contra Voldemort. La cabaña es quemada por mortífagos que escapan ilesos, a finales de ese año, aunque entre Harry y Hagrid la logran apagar.
Bosque Prohibido
El bosque se encuentra dentro de los muros de Hogwarts. Queda estrictamente prohibido a todos los estudiantes penetrar, excepto durante el curso de la atención a las criaturas mágicas o deducciones (que luego son acompañados por Hagrid). Entre las especies de plantas, hay especies de árboles como el haya, el roble, el pino, el sicomoro y el tejo. Aunque el bosque es infinitamente denso y salvaje, algunos caminos y claros permiten su identificación. Hagrid, que viaja con frecuencia en el bosque, por diversas razones, utiliza de estos senderos. El bosque es también el hogar de rodales de criaturas mágicas:
- una manada de centauros, incluyendo a Bane, Magorian, Ronan y Firenze;[a 5]
- una colonia de acromántulas: Aragog y su familia[b 12] (hasta la batalla de Hogwarts, en el volumen 7);
- los unicornios;[c 2]
- Grawp, un gigante,[e 7] que vive en el bosque después del quinto año de Harry;[e 8]
- una manada de thestrals, criaturas parecidas a caballos con alas como un murciélago. Estas criaturas son visibles solamente por la persona que vio la muerte (como Harry Potter, Neville Longbottom y Luna Lovegood). Son ellos los que, en septiembre, tiran de los carros para el castillo. En el 5.º volumen, también fueron utilizados para ir al Ministerio de Magia.

El Bosque Prohibido es el lugar donde Harry ve a Voldemort por segunda vez en su vida, se alimentan de la sangre de un unicornio muerto para sobrevivir. Es también el escenario de su encuentro con Aragog en su segundo año.
Campo de quidditch
Este es el lugar donde los estudiantes pueden (fuera de las horas de clase) jugar o disfrutar de un partido de quidditch, el deporte favorito de los magos. El estadio está rodeado de gradas elevadas donde los espectadores pueden instalar para realizar un seguimiento de las reuniones, sino también los entrenamientos. Dos postes de cinco metros de altura, con su punto más alto, grandes anillos verticales, sirven como metas. El campo de Quidditch no es solo para juegos. Durante el Torneo de los Tres Magos, se transforma en un laberinto de setos de 6 metros de altura, para el último evento.

### Pasadizos secretos
Hay siete pasajes secretos dentro y fuera de la escuela. Argus Filch sabe apenas cuatro, mientras que Fred y George Weasley, todos familiarizados con el mapa del merodeador, se lo ofrecen a Harry en su tercer año. La ubicación de algunos de ellos no se revelan. Sin embargo, es posible tener en cuenta tres que Fred y George se lo refieren a Harry:
- un pasaje bajo el sauce boxeador, que conduce a la Casa de los Gritos: generalmente se ha utilizado en los días en que James Potter y Sirius Black estaban en Hogwarts, cuando su amigo Remus Lupin se transformaba en hombre lobo con regularidad y ellos lo hacían en secreto visitándolo en su forma animal;
- un pasaje detrás de un espejo en un cuarto piso, inutilizable debido a un deslizamiento de tierra;
- un pasaje detrás de una persiana de la estatua de la bruja: lleva a la bodega de Honeydukes, confitería Pre Hogsmeade. Para ello es necesario dar una varita en la estatua diciendo «dissendium»[10] y la bruja comienza a deslizarse, liberando así un espacio lo suficientemente grande como para moverse. Cuando pide prestado este pasaje, Harry realiza una gran caída desde un tobogán de piedra, luego pasa a través de un camino de tierra lo suficiente como para subir una escalera irregular con gastados escalones que conducen a la puerta de la bodega de Honeydukes.

Otros pasajes son descubiertos por Harry, Ron y Hermione en la historia como el que conduce a la Cámara Secreta que solo se abre si se habla pársel a una de las válvulas de cuarto de baño de Myrtle la Llorona (este grifo está adornado con una serpiente).

## Casas
El sistema de casas dentro de una escuela no es algo específico de Hogwarts, ya que muchas escuelas reales en Reino Unido y Estados Unidos lo usan.

### Características
| Heráldica            | Casa       | Jefes de la casa conocidos | Cualidades                               | Fantasma             |
| -------------------- | ---------- | --- | ---------------------------------------- | -------------------- |
| Escudo de Gryffindor | Gryffindor | - Godric Gryffindor (Edad Media y fundador) - Albus Dumbledore - Minerva McGonagall                                                   | - Valor - Fuerza - Audacia               | Nick Casi Decapitado |
| Escudo de Hufflepuff | Hufflepuff | - Helga Hufflepuff (Edad Media y fundadora) - Pomona Sprout                                                                           | - Justicia - Lealtad - Paciencia         | El Fraile Gordo      |
| Escudo de Ravenclaw  | Ravenclaw  | - Rowena Ravenclaw (Edad Media y fundadora) - Filius Flitwick                                                                         | - Creatividad - Erudición - Inteligencia | La Dama Gris         |
| Escudo de Slytherin  | Slytherin  | - Salazar Slytherin (Edad Media y fundador) - Horace Slughorn (a partir del sexto año y antes del inicio de la serie) - Severus Snape | - Ambición - Determinación - Astucia     | El Barón Sanguinario |

### Ceremonia de selección
Cuando los estudiantes de primer año llegan por primera vez al castillo, no van directamente al Gran Comedor para empezar el festín de bienvenida, sino que deben ir a la selección, una importante ceremonia. Los estudiantes en Hogwarts se dividen en cuatro casas, cada una con el nombre de uno de los fundadores originales de la escuela (Godric Gryffindor, Helga Hufflepuff, Rowena Ravenclaw y Salazar Slytherin, respectivamente). Como Minerva McGonagall dijo en La piedra filosofal:

«La clasificación de las casas es una ceremonia muy importante porque, mientras estén aquí, su casa será como su familia en Hogwarts. Tendrán clases con el resto de su casa, dormirán en el dormitorio de su casa y pasarán su tiempo libre en la Sala Común de su casa».

La ceremonia de selección en Hogwarts tiene lugar en el Gran Comedor, y todos los estudiantes así como los profesores están invitados. Después de un corto discurso de parte del director o directora, los estudiantes de primer año esperan en filas a ser llamados, en orden alfabético, por sus nombres. El Sombrero Seleccionador, que tiene la apariencia de un viejo sombrero remendado, canta primero una canción, explicando sus funciones y describiendo las cualidades de las diferentes casas. La canción nunca es la misma, y varía de un año a otro en función de los acontecimientos. Luego, cada estudiante de primer año avanza en orden alfabético y se sienta en un taburete. La profesora McGonagall le pone el Sombrero Seleccionador, que toma unos pocos segundos o minutos para completar un breve análisis psicológico de los estudiantes y determinar sus aptitudes, a continuación, anunciando en voz alta la casa a la que pertenece el estudiante durante toda su escolaridad.
Como el sombrero reparte a los estudiantes de acuerdo a su personalidad, los hijos de una familia no siempre acaban en la misma casa, como ocurre en el caso de Sirius Black que fue enviado a Gryffindor a pesar de que toda su familia había sido de Slytherin, o Parvati y su hermana gemela Padma Patil, de Gryffindor y Ravenclaw, respectivamente.
Cuando encuentra dificultades para elegir una casa, es posible que el sombrero discuta con el alumno en cuestión con el fin de conocer su opinión. Esto fue lo que pasó para determinar la casa de Harry Potter. El Sombrero Seleccionador había detectado en él cualidades de Slytherin y Gryffindor, pero tras la renuencia explícita de Harry al primero, decidió mandarlo a Gryffindor, otro caso fue con Minerva McGonagall, Filius Flitwick y Hermione Granger, que pudieron ser enviados a Gryffindor o Ravenclaw.
Las casas llevan como nombre el apellido de su creador, siendo estas: Gryffindor, cuyos colores son el escarlata y el dorado, y su símbolo un león; Slytherin, siendo sus colores el verde y el plata, y su símbolo una serpiente; Ravenclaw de colores azul y bronce, y su símbolo un Águila (En las películas un Cuervo) y Hufflepuff de colores amarillo y negro, y con un tejón como símbolo.

### Rivalidad y maniqueísmo
A medida que la historia es contada desde el punto de vista de Harry Potter (perteneciente a Gryffindor), los estudiantes de Slytherin, tradicionales rivales, se presentan de una forma muy peyorativa: que son idiotas, maleducados y con frecuencia feos. El Ejército de Dumbledore incluye a estudiantes de varias casas, pero no incluye ningún Slytherin en sus filas.
Lord Voldemort y la mayoría de sus seguidores conocidos como Bellatrix Lestrange, Rodolphus Lestrange, así también Lucius y Draco Malfoy, son exalumnos de la casa Slytherin, con la excepción del profesor Quirinus Quirrell de la casa Ravenclaw, o Peter Pettigrew que era un Gryffindor. Hay una excepción notable a esta correspondencia entre Slytherin y las fuerzas del mal se revela en Harry Potter y el misterio del príncipe: Severus Snape, pociones, no comparte la idea de que los magos de sangre pura sean superiores a los demás. Él admiraba y amaba a Lily Evans, la madre de Harry, por su talento en la preparación de pociones, entonces provenía de una familia muggle. A pesar de su voluntad de asociarse con personas de alto rango y la jactancia de tener brazos largos, Snape parece cálido y acogedor.
Este maniqueísmo entre Gryffindor y Slytherin podría proporcionar desventaja en la saga de Harry Potter, que presenta temas complejos y aún se niega una aplicación simplista del bien contra el mal. Sin embargo, se redujo en los últimos 14 volúmenes, especialmente en los últimos capítulos, donde la casa de Slytherin y algunos de sus miembros aparecen sobre una iluminación más interesante: Severus Snape se da vuelta y se mantiene por fuera de la Orden del Fénix, en nombre del amor que sentía por la madre de Harry, Lily Evans, y ayuda en secreto a su hijo en su misión para destruir a Voldemort; Narcissa Malfoy, torturada psicológicamente y manipulada por Voldemort lo más posible frente a frente de su hijo Draco, finalmente ayuda a Harry Potter en la batalla final de Hogwarts, haciéndole creer a su amo que Harry murió; y el Profesor Slughorn, cuyo valor no es una cualidad notable, participa en la misma batalla final en las filas de la Orden del Fénix, y se va a enfrentar el mismo Voldemort; también se indica que el mortífago Regulus Black era de hecho rebelde en el pasado, contra su amo e incluso trató de destruir uno de sus horrocruxes; el retrato de Phineas Nigellus Black, por su parte, ayuda a Severus Snape a tratar de comunicarse con Harry y Hermione cuando están buscando los Horrocruxes de Voldemort por todo el país. Phineas también encarna la redención de una parte de Slytherin diciéndole a Harry, después de la batalla: «¡Y dicen que la casa Slytherin jugó su papel! ¡Que nuestra contribución no se olvide!».
Por otra parte, el hecho de que Harry ha admirado cualidades de un Slytherin (la característica de hablar de pársel, la voluntad de exigirse, la ambición, la negación a las reglas, etc.) también pueden calificar la imagen negra de la casa, lo que demuestra que se puede tener el temperamento y ser una persona respetable. Por último, en el epílogo de la historia, Harry le dice a su hijo Albus Severus que los dos nombres que fueron dados a él en homenaje a dos directores de Hogwarts: Albus Dumbledore y Severus Snape, y el segundo (un Slytherin) fue probablemente el hombre más valiente que Harry haya conocido en toda su vida.

## Personal
En el Colegio Hogwarts de Magia y Hechicería, como en todas las demás escuelas, los cursos son impartidos por profesores. La mayoría de los profesores son brujos, pero de vez en cuando pueden emplearse un centauro o un fantasma. Los profesores son reclutados por el director de la escuela, que también pueden volver, como muestra el caso de Dolores Umbridge. El puesto de profesor en la defensa contra las artes oscuras tiene la reputación de estar "maldito" ya que Dumbledore rechazó nombrar a Tom Riddle. Dado que, en este sentido, los profesores tienen éxito y se mantienen en su posición todo el año escolar.
Algunos maestros pueden tener distinciones adicionales. El elemento más destacado es el director. En la educación de Harry Potter, la función de director de escuela es proporcionada por Albus Dumbledore la mayor parte del tiempo. El director es asistido por un subdirector, esta función es realizada por Minerva McGonagall para la escolaridad de Harry. Otra posición de prestigio es ser el director de una de las casas, encargado de la disciplina y responsabilidades de su casa, como es el caso de los cuatro personajes recurrentes: Minerva McGonagall para Gryffindor, Pomona Sprout para Hufflepuff, Filius Flitwick para Ravenclaw y Severus Snape para Slytherin.

### Director de la escuela
Durante los eventos de Harry Potter, Albus Dumbledore es el director de la escuela. Otros directores son mencionados regularmente a lo largo de la historia. La siguiente lista presenta a todos los directores conocidos, en orden cronológico:
- Godric Gryffindor, Helga Hufflepuff, Rowena Ravenclaw y Salazar Slytherin: fundadores y codirectores (antes de 992 - siglo XI)
- Profesor Everard (1703 - 1741)
- Dilys Derwent (1741 - 1768)
- Dexter Fortescue (1768)
- Phineas Nigellus Black (1865 - 1925)
- Armando Dippet (años 1930 - 1952)[i 15]
- Albus Dumbledore: (1952-1997)[i 16]
- Dolores Umbridge (1996) (temporalmente)
- Severus Snape: (1997-1998)
- Minerva McGonagall: (1998-presente)

### Tabla de profesores
| Materia                          | <                                 | Profesores durante la época de Harry Potter | Profesores durante la época de Harry Potter | Profesores durante la época de Harry Potter | Profesores durante la época de Harry Potter | Profesores durante la época de Harry Potter | Profesores durante la época de Harry Potter | Profesores durante la época de Harry Potter | >                                     |
| Materia                          | Entre 1800 y 1950                 | Año 1 (91/92)                               | Año 2 (92/93)                               | Año 3 (93/94)                               | Año 4 (94/95)                               | Año 5 (95/96)                               | Año 6 (96/97)                               | Año 7 (97/98)                               | Después 1998                          |
| -------------------------------- | --------------------------------- | ------------------------------------------- | ------------------------------------------- | ------------------------------------------- | ------------------------------------------- | ------------------------------------------- | ------------------------------------------- | ------------------------------------------- | ------------------------------------- |
| Aritmancia                       |                                   | Septima Vector                              | Septima Vector                              | Septima Vector                              | Septima Vector                              | Septima Vector                              | Septima Vector                              | Septima Vector                              |                                       |
| Astronomía                       |                                   | Aurora Sinistra                             | Aurora Sinistra                             | Aurora Sinistra                             | Aurora Sinistra                             | Aurora Sinistra                             | Aurora Sinistra                             | Aurora Sinistra                             |                                       |
| Herbología                       | Herbert Beery                     | Pomona Sprout                               | Pomona Sprout                               | Pomona Sprout                               | Pomona Sprout                               | Pomona Sprout                               | Pomona Sprout                               | Pomona Sprout                               | Neville Longbottom (2008-presente)    |
| Defensa contra las Artes Oscuras | Galatea Merrythought (hasta 1954) | Quirinus Quirrell                           | Gilderoy Lockhart                           | Remus Lupin                                 | Alastor Moody (Barty Crouch Junior)         | Dolores Umbridge                            | Severus Snape                               | Amycus Carrow (Artes Oscuras)               | Wayne Hopkins (1998-presente)         |
| Adivinación                      |                                   | Sybill Trelawney                            | Sybill Trelawney                            | Sybill Trelawney                            | Sybill Trelawney                            | Firenze                                     | Sybill Trelawney y Firenze                  | Sybill Trelawney y Firenze                  |                                       |
| Estudios muggles                 | Quirinus Quirrell (hasta 1991)    | Charity Burbage                             | Charity Burbage                             | Charity Burbage                             | Charity Burbage                             | Charity Burbage                             | Charity Burbage                             | Alecto Carrow                               |                                       |
| Runas antiguas                   |                                   | Bathsheda Babbling                          | Bathsheda Babbling                          | Bathsheda Babbling                          | Bathsheda Babbling                          | Bathsheda Babbling                          | Bathsheda Babbling                          | Bathsheda Babbling                          | Ashaverus Selwyn (1998-presente)      |
| Historia de la magia             | Cuthbert Binns                    | Cuthbert Binns                              | Cuthbert Binns                              | Cuthbert Binns                              | Cuthbert Binns                              | Cuthbert Binns                              | Cuthbert Binns                              | Cuthbert Binns                              | Cuthbert Binns                        |
| Transformaciones                 | Albus Dumbledore (hasta 1952)     | Minerva McGonagall                          | Minerva McGonagall                          | Minerva McGonagall                          | Minerva McGonagall                          | Minerva McGonagall                          | Minerva McGonagall                          | Minerva McGonagall                          | Heraclitus Goldenhorn (1998-presente) |
| Pociones                         | Horace Slughorn (hasta 1982)      | Severus Snape                               | Severus Snape                               | Severus Snape                               | Severus Snape                               | Severus Snape                               | Horace Slughorn (hasta el 2006)             | Horace Slughorn (hasta el 2006)             | Horace Slughorn (hasta el 2006)       |
| Cuidado de Criaturas Mágicas     | Silvanus Kettleburn               | Silvanus Kettleburn                         | Silvanus Kettleburn                         | Rubeus Hagrid                               | Rubeus Hagrid                               | Wilhelmina Grubbly-Plank (provisionalmente) | Rubeus Hagrid                               | Rubeus Hagrid                               | Rubeus Hagrid                         |
| Hechizos y encantamientos        | Silverius Quayle (hasta 1954)     | Filius Flitwick                             | Filius Flitwick                             | Filius Flitwick                             | Filius Flitwick                             | Filius Flitwick                             | Filius Flitwick                             | Filius Flitwick                             |                                       |
| Vuelo                            | Cassius Warrington                | Rolanda Hooch                               | Rolanda Hooch                               | Rolanda Hooch                               | Rolanda Hooch                               | Rolanda Hooch                               | Rolanda Hooch                               | Rolanda Hooch                               | Rolanda Hooch                         |

### Otros miembros del personal
- Guardabosque y guardián de los sitios: Ogg (antes de 1968[d 8]), el entonces asistente Rubeus Hagrid y profesor titular de Cuidado de Criaturas Mágicas (desde 1968)
- Conserje: Picott Apollo (1970),[d 9] y Argus Filch.
- Bibliotecaria: Madame Pince
- Enfermera: Poppy Pomfrey
- Cocineros, limpiadores y otros: elfos domésticos

## Vida escolar

### Inscripción y bienvenida
Cada bruja y mago del Reino Unido está registrado desde el nacimiento hasta su ingreso a Hogwarts, gracias a una pluma mágica localizada en dicho instituto que detecta el nacimiento de un niño mágico y escribe su nombre en un largo pergamino. Durante el verano, un profesor (en años recientes, la profesora Minerva McGonagall) ve este pergamino y son contactados por lechuza los magos que llegan a la edad de 11 años antes del 31 de agosto del año en curso, para informarles de su inscripción  y enviarle la lista de ropa del uniforme, libros de texto y materiales requeridos. La confirmación o denegación de la inscripción debe ser devuelta a la escuela antes del 31 de julio. Los futuros estudiantes deben comprar sus suministros antes de que comiencen las clases, con mayor frecuencia en el callejón Diagon, una calle oculta cerca de Charing Cross Road en Londres. Los estudiantes que no puedan pagar dichos materiales pueden recibir ayuda financiera de la escuela, como lo fue el caso del joven huérfano Tom Riddle (lord Voldemort) cuando era estudiante de Slytherin. 
Libros de texto y útiles escolares solicitados en el registro
- El libro reglamentario de hechizos (Clase 1) Miranda Goshawk
- Una historia de la magia, Bathilda Bagshot
- Teoría mágica, Adalbert Waffling
- Guía de transformaciones para principiantes, Emeric Switch
- Mil hierbas y hongos mágicos, Phyllida Spore
- Filtros y pociones mágicas, Arsenius Jigger
- Animales fantásticos y dónde encontrarlos, Newt Scamander
- Las fuerzas oscuras. Una guía para la autoprotección, Quentim Trimble

Suministros
- 1 varita mágica
- 1 caldero de peltre (medida 2)
- 1 juego de redomas de vidrio o cristal
- 1 telescopio.
- 1 balanza de latón

Los alumnos también podrán traer una lechuza, un gato, una rata (o ratón) o un sapo.
Las cartas para los nacidos de muggles, que tal vez no sean conscientes de sus poderes o no están familiarizados con el mundo mágico, son traídas en persona por magos, que le explican a los padres todo sobre la sociedad mágica y los convencen de que no es un engaño.
A cada estudiante se le permite traer una lechuza, un sapo, un ratón o un gato para tener y cuidar en la escuela. La mayoría de los estudiantes prefieren las lechuzas porque pueden entregar correo por eso hay una lechucería donde estas pueden estar en vez de estar en las habitación de los estudiantes, aunque también se encuentran lechuzas en Hogwarts las cuales cualquiera puede utilizar para mandar correo. Sin embargo, otros animales han sido vistos como mascotas en Hogwarts, el más notable es la rata de Ron, Scabbers, pero también se mencionan el gato de Hermione, Crookshanks, y el sapo de Neville, Trevor. El año escolar empieza el 1 de septiembre.

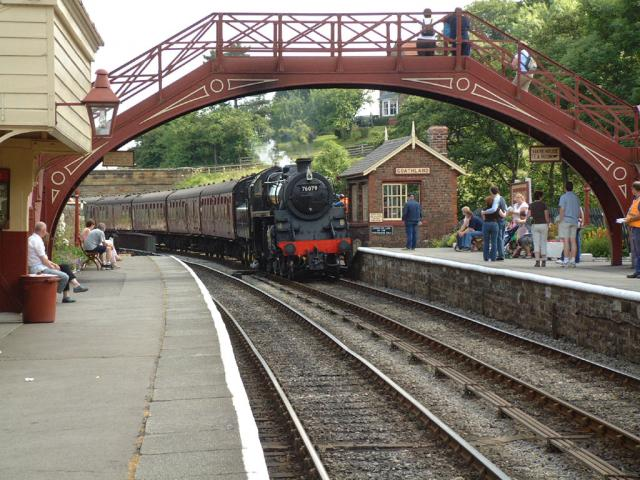
El Expreso de Hogwarts en la estación del pueblo de Goathland, Inglaterra (estación de Hogsmeade en las películas de Harry Potter).

Para llegar a la escuela, todos los estudiantes deben ir el primero de septiembre a la estación de Kings Cross en Londres para abordar el Expreso de Hogwarts en el andén 9¾. La plataforma 9 3/4 es invisible para los muggles. Para llegar hasta allí, los estudiantes (a veces acompañados por sus padres) deben cruzar una barrera (una pared mágica en las películas) entre los andenes 9 y 10. El tren tarda casi un día entero en llegar a la estación Hogsmeade, justo al lado de la escuela. Durante el viaje, una vieja bruja entra en los vagones para vender golosinas a los estudiantes , como ranas de chocolate, grageas Bertie Bott de todos los sabores, plumas de azúcar, etc.
Al llegar a la estación de Hogsmeade, los estudiantes de primer año son acompañados por Rubeus Hagrid en los pequeños botes, los cuales (mediante magia) navegan a través de un lago a una gruta debajo del castillo de Hogwarts. Los estudiantes veteranos viajan hasta el castillo en carruajes a primera vista arrastradas por sí mismos pero en realidad son tirados por thestrals, criaturas aladas esqueléticas que son invisibles para los magos que nunca han visto la muerte.
Mientras que los estudiantes de segundo año y más ya han llegado al Gran Comedor para el banquete a principios de este año, los recién llegados llegan más tarde, acompañados por la directora adjunta, que se ha reunido previamente en el hall de entrada, para explicar el funcionamiento de la distribución de los alumnos en las diferentes casas durante toda su escolaridad.

### Disciplina

#### Uniforme

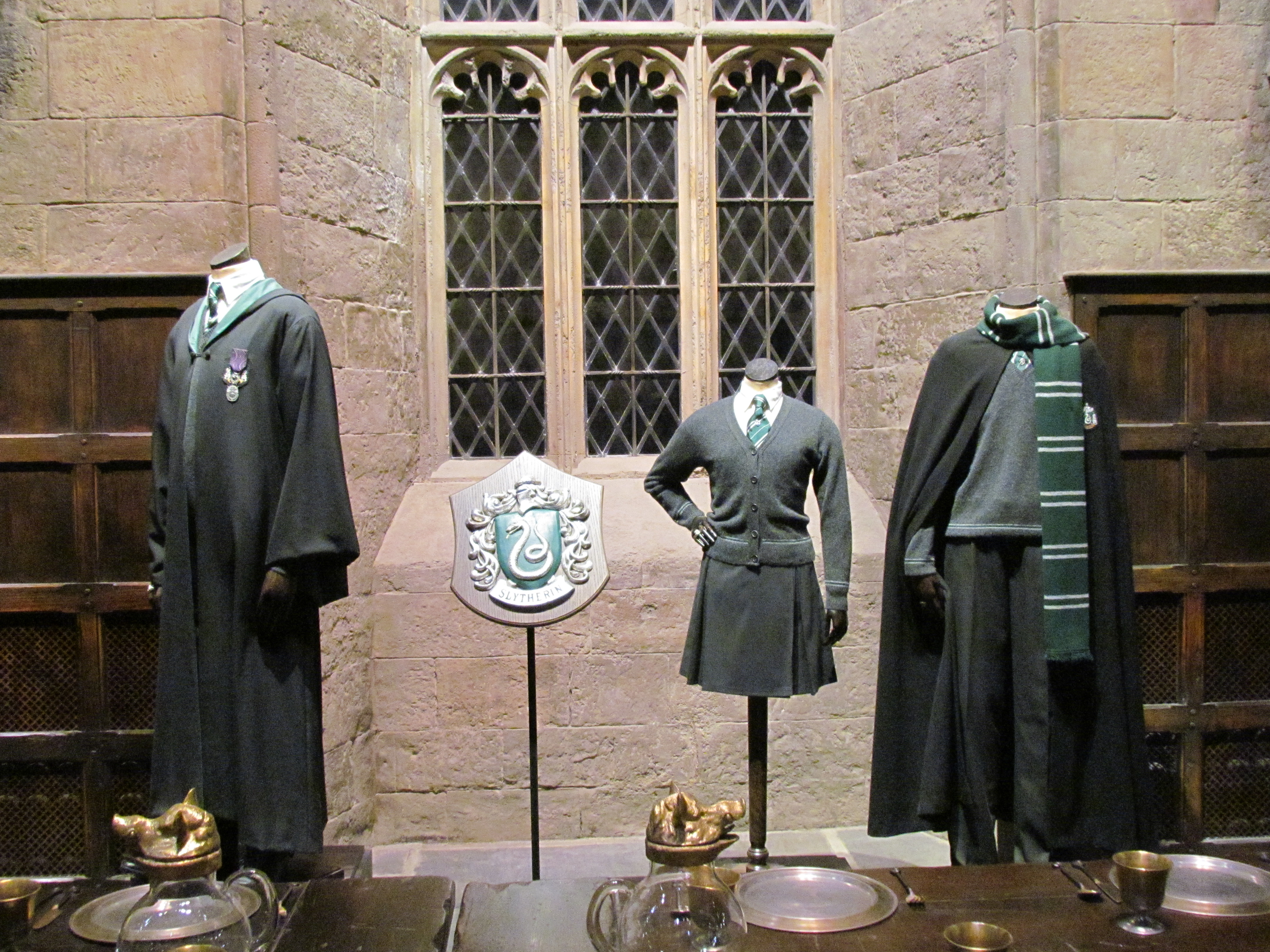
Exposición de uniformes usados en las versiones fílmicas de Harry Potter.

Por razones de igualdad y facilidad de integración dentro de una institución, el uniforme escolar es muy común en el Reino Unido. Prácticamente todas las instituciones públicas y privadas tienen su uniforme, o al menos un código de vestimenta estricto.
En Hogwarts, se indica que los estudiantes deben usar túnicas de hechicero negras de tamaño normal, un sombrero negro puntiagudo, un par de guantes de piel de dragón o semejante, y una capa negra de invierno con broches plateados. Cada prenda debe estar marcada con el nombre del estudiante.
Aunque J. K. Rowling no lo ha indicado en las novelas, a menudo se pide a los estudiantes británicos que lleven una camisa blanca, unos pantalones (o falda) de color negro o azul, zapatos negros, un jersey de cuello en V con la insignia de la escuela (o la casa) y una corbata. El vestuario de las películas de Harry Potter también ha cumplido con las principales características del uniforme británico.

#### Prefectos
En el verano, antes de iniciar el quinto año, dos estudiantes son elegidos prefectos, hecho que ocurre en todas las casas. En el caso de Gryffindor fueron Ron y Hermione. A los prefectos se les brinda privilegios extra (en el expreso de Hogwarts tienen un vagón reservado para ellos, tienen un baño, el cual tiene una bañera, o piscina, por sus largas dimensiones) y otras responsabilidades y permanecen como prefectos, a menos que sean nombrados delegados o se les despoje de su posición, durante el resto de su carrera escolar. El delegado es nombrado por los alumnos del séptimo año. Es posible llegar a ser delegado sin haber sido prefecto anteriormente (Hagrid menciona que James Potter fue nombrado delegado a pesar de no haber sido prefecto). Los prefectos pueden reducir puntos de casa a otros estudiantes por infracciones pero no pueden reducir puntos a otros prefectos. También pueden imponer castigos. Los capitanes de los equipos de Quidditch también gozan de algunos de los privilegios de los prefectos, como por ejemplo, el permiso para usar su baño.
En general, garantizan el cumplimiento de las regulaciones y los estudiantes de primer año que se acompañan en sus salas la noche de su llegada a Hogwarts.
Prefectos conocidos, por casas:
| Gryffindor - Albus Dumbledore - Minerva McGonagall - Lily Evans - Remus Lupin - Bill Weasley - Charlie Weasley - Percy Weasley - Hermione Granger - Ron Weasley | Hufflepuff - Cedric Diggory - Hannah Abbott - Ernie Macmillan | Ravenclaw - Penélope Clearwater - Anthony Goldstein - Padma Patil | Slytherin - Tom Marvolo Riddle - Lucius Malfoy - Draco Malfoy - Pansy Parkinson |

Delegados conocidos:
- Albus Dumbledore[16]
- Minerva McGonagall[17]
- Tom Marvolo Riddle[i 22]
- Lily Evans[18]
- Bill Weasley[19]
- Percy Weasley[20]
- Teddy Lupin

#### La Brigada Inquisitorial
La Brigada Inquisitorial fue fundada por la profesora Dolores Umbridge (Harry Potter y la Orden del Fénix). Esta es una organización que tiene como fin obstaculizar a Albus Dumbledore, en nombre del Ministerio de Magia, considerando a Dumbledore un loco desde el final del Torneo de los Tres Magos. Dumbledore quiere dar a conocer el regreso de Voldemort, pero el ministro de Magia, Cornelius Fudge, rechaza esta idea. Como consecuencia, Dumbledore y los estudiantes de Hogwarts están bajo estrecha supervisión para evitar que cualquier organización vaya en contra de las ideas del Ministerio.
Fundamentalmente compuesta por estudiantes de Slytherin y Filch, el conserje designado por Umbridge, (incluyendo a Draco Malfoy, Vincent Crabbe, Gregory Goyle y Pansy Parkinson), esta asociación le permite a los miembros tener el mismo poder sobre otros estudiantes que dispone Umbridge -incluso de otros profesores. Por ello, pueden sancionar a otros prefectos. Los miembros de la Brigada son responsables principalmente de reportarle cualquier actividad sospechosa de otros estudiantes a Umbridge.
La Brigada dispone de varios poderes, tales como retirar o distribuir puntos, distribuir deducciones o abrir los paquetes y cartas de los estudiantes.

#### Castigos
Aparte de perder puntos de casa, serias desobediencias en Hogwarts reciben castigos.
De acuerdo con el conserje del colegio, Argus Filch, los castigos significaban diferentes formas de tortura hasta hace muy poco, pero en el presente resulta en ayudar al personal o al colegio con diversos trabajos y tareas. El hacer cumplir las reglas mientras se esté fuera de clases recae en el conserje con la asistencia de los prefectos. El jefe de casa de un estudiante usualmente tiene la última palabra en lo que se refiere a disciplina. No obstante, en Harry Potter y la Orden del Fénix, Dolores Umbridge, por entonces Suma Inquisidora, tenía la potestad de castigar de manera más grave cualquier otro castigo impuesto por el personal del colegio, como lo es el caso de Harry Potter, cuando la profesora Umbridge decide requisarle su Saeta de Fuego durante todo el curso por haberse peleado con Draco Malfoy.

#### La Copa de las Casas
Durante el año escolar, las cuatro casas compiten por "puntos de casa". Como forma de incentivo o castigo, los logros o fracasos de cada estudiante —académicos o disciplinarios— causa que su respectiva casa gane o pierda puntos. En el primer libro, Harry Potter, Hermione Granger y Neville Longbottom se encuentran rechazados por otros alumnos de Gryffindor por ser los causantes de haber perdido una suma significativa de puntos de casa. Los puntos son grabados por cuatro grandes relojes de arena que se encuentran en el vestíbulo de la escuela. Por cada punto que un estudiante gane, una joya del color de la casa (rubíes para Gryffindor, diamantes para Hufflepuff, zafiros para Ravenclaw y esmeraldas para Slytherin) caerá en el reloj correspondiente. Al final de cada año escolar, los puntos son sumados, y la casa con más puntos gana la Copa de las Casas.
La suma o resta de puntos son detectadas automáticamente por términos mágicos y los ajustes se realizan en el respectivo reloj de arena. Cuando una figura de autoridad reduzca puntos debe anunciar el coste de la reducción, de otra forma los puntos no serán reducidos. Por ejemplo, cuando el miembro de la Brigada Inquisitorial, Montague, trató de reducirle puntos a Fred y George Weasley, éstos lo encerraron dentro del armario evanescente del primer piso antes de que pudiera decir las palabras y por eso los puntos no fueron reducidos.
Las casas también reciben puntos por sus actuaciones en Quidditch, como se observa en todos los años de Harry en el colegio, a excepción del cuarto, donde se suspenden los partidos entre las casas, debido a la realización del Torneo de los Tres Magos.

### Un día típico

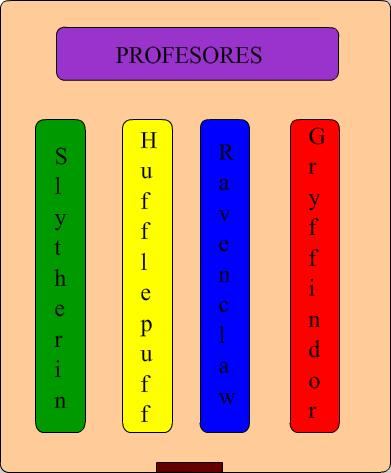
Disposición de las mesas en el Gran Comedor.

El día comienza con un desayuno en el Gran Comedor. Los estudiantes se sientan en la mesa de su propia casa (Gryffindor, Hufflepuff, Ravenclaw o Slytherin) y pueden comer y hablar, jugar juegos de mesa o terminar sus tareas. El director de cada casa come con los otros profesores de la gran mesa colocada en el extremo de la sala y en la cual Dumbledore también está presente, especialmente durante las ceremonias. Durante el desayuno, las lechuzas le traen el correo a los estudiantes. Por lo general, es un ejemplar del diario El Profeta, de cartas de padres o amigos, o paquetes (Harry recibió su primera escoba de esta manera). Una campana señala el comienzo de clases de la mañana a las 9:00.
Hay dos clases por la mañana con una breve pausa entre cada uno para que los estudiantes puedan llegar a la siguiente clase. El timbre suena para el almuerzo al mediodía. Después del almuerzo, se reanudan las clases a las 13 horas y terminan a las 17 horas. Los estudiantes de primer año con frecuencia tienen libre los viernes por la tarde, mientras que los de sexto y séptimo año tienen más tiempo libre durante la semana. Por la noche, los estudiantes toman sus comidas en el Gran Comedor, después de lo cual se supone que deben estar en la sala común de sus respectivas casas, con la excepción de los estudiantes que deben tomar un curso de astronomía en la medianoche.
Las cuatro salas comunes de las cuatro casas se encuentran detrás de cuadros o paredes que requieren de una contraseña (con la excepción de la entrada a la sala común de Ravenclaw, en donde se solicita responder una pregunta o enigma y en la de Hufflepuff, donde se tiene que tocar un barril). Dentro de la sala común hay sofás y sillas para los alumnos al igual que mesas y también se hallan chimeneas para mantener las salas calientes. Los estudiantes se relajan aquí por las tardes o completan sus tareas. Existen carteleras en cada sala común al igual que en puntos estratégicos del colegio. Cada casa tiene dos dormitorios: uno para las damas (tienen una trampa para que solo las chicas puedan subir pues si sube un caballero, las escaleras se convierten en un tobogán, y de esta manera, se cae rodando hasta la entrada de las escaleras) y otro para los caballeros. Cada estudiante duerme en una larga cama de cuatro postes con doseles y cubrecamas del color de la casa y gruesas almohadas blancas. Hay una mesita de noche para cada cama y cada dormitorio tiene una jarra de agua fría con vasos en una bandeja.

### Cursos y exámenes
Ya que Hogwarts es una escuela de magia, los alumnos no reciben clases como matemáticas o gramática; se espera que estos tengan una buena noción de esto antes de entrar a la escuela. Antes de ir a Hogwarts, la mayoría de los niños mágicos estudia en casa o asisten a escuelas muggles, principalmente si son nacidos de muggles.
En la saga, se describen muchos cursos. Algunas son obligatorios a partir del primer año de estudio, como defensa contra las Artes Oscuras, pociones, herbología, etc. Al final del segundo año, los estudiantes tienen que elegir al menos otras dos asignaturas opcionales.
Cursos obligatorios
| - Astronomía - Defensa contra las Artes Oscuras - Encantamientos | - Herbología - Historia de la Magia - Pociones | - Transformaciones - Vuelo |

Opcionales
| - Adivinación - Aritmancia | - Cuidado de Criaturas Mágicas - Estudios muggles | - Estudios de las runas antiguas |

Al final de su quinto año, los estudiantes toman los exámenes de Título Indispensable de Magia Ordinaria (TIMO, ‘OWL’ en inglés) para todas las materias en las que están inscritos. Cada examen consiste en una prueba de conocimiento escrita y, cuando corresponda, una demostración práctica de habilidades ante un panel de supervisores del Ministerio de Magia. Los estudiantes que alcanzan en una materia en particular una calificación TIMO lo suficientemente alta, pueden tomar su correspondiente curso avanzado durante los siguientes dos últimos años, en preparación para los Exámenes Terribles de Alta Sabiduría e Invocaciones Secretas (EXTASIS, ‘NEWT’ en inglés) dados al final del séptimo año.
En inglés, OWL es la abreviación de «Ordinary Wizardry Level», que se puede traducir como «Título Indispensable de Magia Ordinaria». ‘Owl’ significa búho. Y NEWT es la abreviación de «Nastily Exhausting Wizarding Test», que se puede traducir como «Test de brujería perversamente agotador». ‘Newt’ significa tritón.

### Las vacaciones y fines de semana

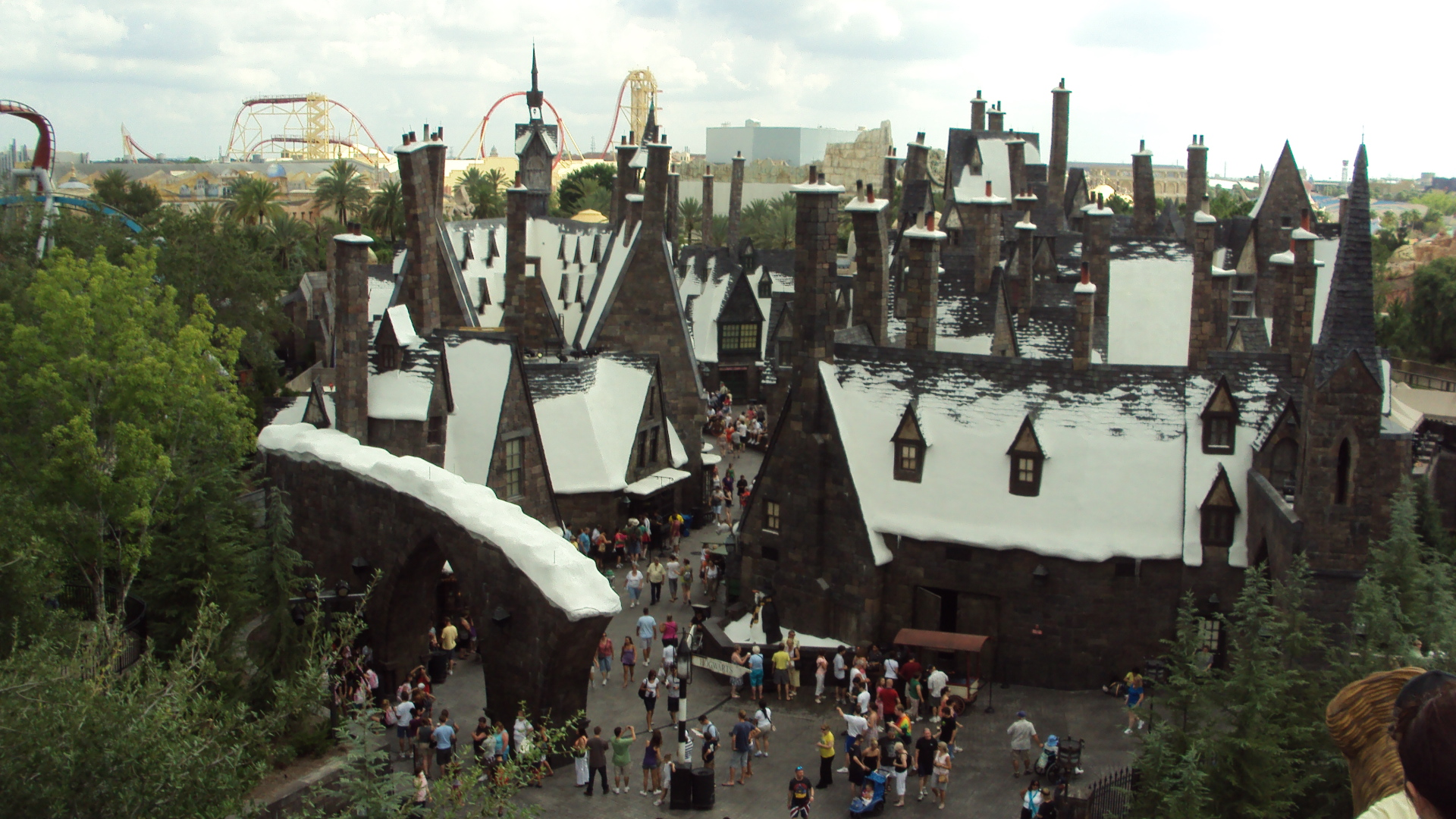
Reconstitución de la aldea de Hogsmeade, en el Parque Harry Potter.

El año escolar de Hogwarts está estructurado de manera similar a otros colegios "no mágicos" en el Reino Unido, con tres trimestres marcados por vacaciones en Navidad y Pascua. El año comienza el primero de septiembre y las vacaciones de verano terminan a fines de junio, con un período de ocho a nueve semanas, antes de comenzar un nuevo año escolar. Los estudiantes pueden optar por quedarse en Hogwarts durante la temporada de Navidad. Aquellos que deciden quedarse en el castillo no tienen clases extra, asisten a un festín el día de Navidad y pueden recorrer libremente por el castillo. Durante las vacaciones de invierno, estos estudiantes tienen la oportunidad de celebrar la Navidad con los maestros en el Gran Comedor.
Aparte del verano, Pascua, Navidad, y fines de semana, los alumnos tienen clases todos los otros días del año. Usualmente, existen cuatro festines al año, el de principio del año o festín de bienvenida y el de final de año o festín de despedida, al igual que los festines de Halloween y Navidad. En el cuarto año de Harry, hubo un quinto festín para celebrar el comienzo del Torneo de Los Tres Magos. También, en el segundo año de Harry, el profesor Lockhart decidió celebrar el día de San Valentín para el disgusto del resto de los profesores y un número de estudiantes varones.
En fines de semana especiales, los estudiantes de Hogwarts desde su tercer año, con permisos firmados, se le permite ir a la aldea cercana de Hogsmeade, donde pueden relajarse y disfrutar de los bares, los restaurantes y las tiendas. Parece haber una buena relación entre la escuela, la aldea y los estudiantes que se llevan bien con los locales. Los lugares favoritos en Hogsmeade incluyen la tienda de dulces Honeydukes, la tienda de bromas Zonko, tiendas de ropa como Gladrags, la Casa de los Gritos (la cual se rumorea que es el edificio más embrujado de Gran Bretaña, lo que la hace una atracción turística), el bar Las Tres Escobas y el club Cabeza de Puerco.

### Reuniones temporales

#### Ejército de Dumbledore
El Ejército de Dumbledore (muchas veces abreviado E.D.) es una organización secreta fundada por Harry Potter, basada en una idea de Hermione Granger, para que sus compañeros aprendan cómo hacer frente a las situaciones más peligrosas en materia de defensa contra las Artes Oscuras y para contrarrestar la política del Ministerio de la Magia y la enseñanza de Dolores Umbridge.

#### Club de las Eminencias
El Club de las Eminencias es un club formado en Hogwarts por Horace Slughorn, en dos ocasiones, cuando era profesor de pociones. Slughorn seleccionó a sus miembros entre los estudiantes más prometedores, las celebridades o los niños célebres o hijos de sus exalumnos favoritos, y los organiza con fiestas, cenas, cuyo objetivo es crear una red de contactos. Y también dijo que todos los amigos de Harry eran sus amigos lo que significa que el profesor Slughorn quería mucho a Harry.
Entre los participantes se incluían, en el pasado: el redactor del diario El Profeta, el líder de la confitería Honeydukes, Lily Evans, Rodolphus Lestrange, Lucius Malfoy y Tom Riddle (lord Voldemort). En Harry Potter y el misterio del príncipe, Slughorn recluta (entre otros) a Harry Potter, Cormac McLaggen, Blaise Zabini, Ginny Weasley, Hermione Granger y a Neville Longbottom

## Eventos y actividades extracurriculares

### Partidos de quidditch
Cada año en el torneo de Quidditch de Hogwarts se organiza entre las cuatro casas. Durante el año, se llevan a cabo seis partidos (excepto durante el cuarto año de Harry, por el Torneo de los Tres Magos). La casa que gana más partidos gana la Copa de Quidditch y le permite aportar más puntos a su casa para la Copa de las Casas al final del año.

### El Torneo de los Tres Magos
Este torneo es un evento vuelto poco frecuente durante los siglos y que se celebró por primera vez 700 años antes. Incluye las tres escuelas más grandes de la magia en todo el mundo: Beauxbatons (Francia), Durmstrang (ubicada en el norte de Europa), y Hogwarts (Gran Bretaña). Estas dos 
escuelas se enfrentan a Hogwarts, incluso durante el cuarto año de Harry.
Este torneo consta de tres tareas peligrosas, incluso potencialmente mortales. Tres magos o brujas son seleccionados al inicio del torneo por el cáliz de fuego (un estudiante seleccionado para cada escuela). Los estudiantes que deseen participar en el torneo deberán registrar su nombre en un pedazo de pergamino y echarlo en la taza antes del día de la selección. Estos estudiantes deben tener al menos 17 años.
Contra todo pronóstico, Harry Potter (con entonces solo 14 años de edad) es seleccionado por el cáliz de fuego, además de los tres participantes de regulación, a pesar de no haber introducido su nombre en el cáliz.
Competidores seleccionados por el cáliz de fuego de Hogwarts
| - Victor Krum (Durmstrang) - Fleur Delacour (Beauxbatons) - Cedric Diggory (Hogwarts) - Harry Potter (Hogwarts) |

El ganador del torneo gana una beca de mil galeones y la «Copa de los Tres Magos». Durante este torneo también tiene lugar el Baile de Navidad, una tradición basada en la Cooperación Mágica Internacional, viendo «una excelente manera de construir relaciones entre jóvenes brujas y brujos de diferentes nacionalidades».
Este torneo se ha vuelto muy poco frecuente y no hubiera tenido lugar después de un siglo debido al número de víctimas demasiado importante.
Descripción de eventos
- Prueba del dragón: Los campeones deben recuperar un huevo de oro protegido por un dragón.[i 25] Este huevo, una vez recuperado, se revela una clave para resolver el siguiente ensayo: encontrar una manera de permanecer bajo el agua durante una hora para recuperarse bien[d 13] (ni siquiera saben lo bueno que es). Si el campeón no puede recuperar el huevo, no puede continuar con el torneo debido a que el huevo contiene información vital para el futuro.

- Prueba del lago: Los campeones deben recuperar su amigo(s) o miembro de la familia en el fondo del lago en Hogwarts lo más rápido posible, evitando las criaturas submarinas hostiles. Tienen hasta una hora.

- Prueba del laberinto: Los campeones deben encontrar su camino a través de un laberinto gigante, lleno de puzles y obstáculos de todo tipo para impedir que continuaran su ruta.[d 14] El primero que alcance el Trofeo de los Tres Magos en el centro del laberinto es el ganador del torneo. El ganador de la tarea anterior tiene una ventaja sobre otros competidores, ya que es el primero en entrar en el laberinto.[d 15]

Resultados del torneo
|           | Prueba               | Clasificación                                                                                     |
| --------- | -------------------- | ------------------------------------------------------------------------------------------------- |
| 1.ª tarea | Prueba del dragón    | 1. Harry Potter / Victor Krum (ex æquo) 2. Fleur Delacour 3. Cedric Diggory (brûlure)             |
| 2.ª tarea | Prueba del lago      | 1. Cedric Diggory 2. Harry Potter 3. Victor Krum 4. Fleur Delacour (abandonó)                     |
| 3.ª tarea | Prueba del laberinto | 1. Cedric Diggory / Harry Potter (ex æquo) 2. Victor Krum (abandonó) 3. Fleur Delacour (abandonó) |

Al final de la 3.ª y última ronda, Cedric Diggory y Harry Potter, de común acuerdo, cogen todos los trofeos (que, a espaldas de todos, se transformó en traslador por Barty Crouch Jr., siervo de lord Voldemort, bajo la apariencia del profesor Moody). Aterrizan en un cementerio y Cedric Diggory fue asesinado frente a Harry por Peter Pettigrew, bajo las órdenes de Voldemort. Después de luchar con el mago tenebroso, Harry logró escapar de nuevo y regresar al Trofeo que le lleva de vuelta a Hogwarts con el cuerpo de Diggory.
Aunque llegaran juntos al trofeo, la muerte de Diggory hizo que Harry sea el único ganador del torneo. A partir de entonces, molesto por este trágico suceso, Harry se niega a conseguir cualquier recompensa por su victoria injusta en un torneo que no deseaba participar desde un principio, que había sido una estrategia creada por Voldemort para que llegue hasta él.

### El club de duelos
El Club de Duelo fue establecido en Hogwarts por el profesor de defensa contra las artes oscuras de segundo año, Gilderoy Lockhart. La idea, que era sobre todo un pretexto para que el profesor fanfarronee sobre sus supuestas hazañas frente a sus fanes, ha demostrado ser útil para enseñar a los estudiantes algunos hechizos de defensa y les permiten hacer frente a las eventuales agresiones, a raíz de los eventos relacionados con la apertura de la Cámara Secreta.
Armados con sus varitas, los estudiantes pueden competir en un duelo amistoso, bajo la supervisión del profesor Lockhart y el profesor Snape, sobre un estrado de oro iluminado por velas, instalado temporalmente en el Gran Comedor.
En estos duelos, el profesor Snape enseña a los estudiantes a usar el encantamiento de desarme expelliarmus, utilizado contra el mismo Lockhart.